# 園城寺
園城寺（おんじょうじ）は、滋賀県大津市園城寺町にある天台寺門宗の総本山の寺院。山号は長等山（ながらさん）。本尊は弥勒菩薩。開基（創立者）は大友与多王。日本三不動の一つである黄不動で著名であり、観音堂は西国三十三所観音霊場の第14番札所で札所本尊は如意輪観世音菩薩である。また、近江八景の一つである「三井の晩鐘」でも知られる。なお一般には三井寺（みいでら）として知られる。平安時代などの日本古典文学で、何も注釈を付けず「寺」と書かれていれば、この園城寺を指す（当時の古典文学では延暦寺もしばしば取り上げられているが、こちらは「山」（比叡山）と呼ばれている）。
2015年（平成27年）4月24日、「琵琶湖とその水辺景観－ 祈りと暮らしの水遺産」の構成文化財として日本遺産に認定される。
札所本尊真言（如意輪観音）：おん ばらだ はんどめい うん
ご詠歌：いでいるや波間の月を三井寺の 鐘のひびきにあくる湖

## 歴史
当寺は7世紀に大友氏の氏寺として草創され、9世紀に唐から帰国した留学僧円珍（天台寺門宗宗祖）によって再興された。園城寺は平安時代以降、皇室、貴族、武家などの幅広い信仰を集めて栄えたが、10世紀頃から比叡山延暦寺との対立抗争（山門寺門の争い）が激化し、比叡山の宗徒によって園城寺が焼き討ちされることが史上度々あった。近世には豊臣秀吉によって寺領を没収されて廃寺同然となったこともあるが、こうした歴史上の苦難を乗り越えてその都度再興されてきたことから園城寺は「不死鳥の寺」と称されている。

### 円珍の登場
当寺の起源については次のように伝承されている。大津京を造営した天智天皇は自らの念持仏である弥勒菩薩像を本尊とする寺を建立しようとしていたが、生前にはその志を果たせなかった。そして、その子である大友皇子（弘文天皇）もまた天武天皇元年（672年）に壬申の乱のため25歳の若さで没した。その後、大友皇子の子である大友与多王は、父の菩提のために天智天皇所持の弥勒菩薩像を本尊とする当寺をようやく建立することができたという。それとは別に、当寺は天武天皇元年（672年）頃に大友村主家によって創建されたともされる。
壬申の乱では大友皇子と敵対した天武天皇ではあるが、朱鳥元年（686年）にはこの寺の建立を正式に許可し、「園城寺」の寺号を与えたという。「園城」という寺号は、大友与多王が自らの「荘園城邑」（「田畑屋敷」）を投げ打って一寺を建立しようとする志に感じて名付けたものという。なお、「三井寺」の通称は、この寺に涌く霊泉が天智・天武・持統の3代の天皇の産湯として使われたことから「御井」（みい）の寺といわれていたものが転じ、三井寺となったという。現在の園城寺には創建時に遡る遺物はほとんど残っていない。しかし、金堂付近からは、奈良時代前期や飛鳥時代に遡る古瓦や、崇福寺、穴太廃寺、南滋賀町廃寺と同じ形式の瓦が出土しており、大友氏と寺との関係も史料から裏付けられることから、以上の草創伝承は単なる伝説ではなく、ある程度の史実を反映したものと見ることができる。

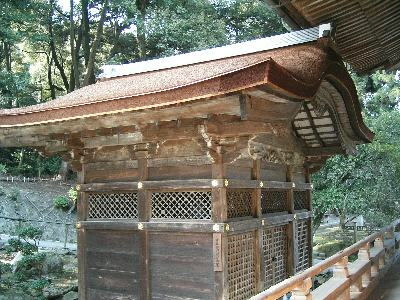
「三井寺」の名称の由来となった井戸「閼伽井屋」（重要文化財）

当寺では、他宗で「管長」「別当」などと呼ばれる一山を代表する僧のことを「長吏」（ちょうり）と呼んでいる。貞観元年（859年）に初めて園城寺長吏に就任し、その後の園城寺の発展の基礎を築いたのが智証大師円珍である。円珍は、弘仁5年（814年）3月に讃岐国那珂郡（現・香川県善通寺市）に生まれた。俗名は和気広雄。母方の姓は佐伯氏で、円珍の母は弘法大師空海の妹（もしくは姪）にあたる。幼時から学才を発揮し神童と呼ばれた広雄は、15歳で比叡山延暦寺に登り天長6年（829年）に初代天台座主義真に入門している。19歳の時に国家公認の正規の僧となり、円珍と改名した。その後、比叡山の規定に従って十二年籠山行（12年間、比叡山から下りずにひたすら修行する）を終えた後、大峯山や熊野三山を巡って厳しい修行をする。このことから後に園城寺は修験道とも深い繋がりを持つようになる。仁寿3年（853年）には唐へ留学して6年間、各地で修行。青龍寺の法全（はっせん）から密教の奥義を伝授された。天安2年（858年）に円珍は多くの経巻、図像、法具を携えて日本へ帰国した。
貞観元年（859年）に大友氏の氏寺であった当寺に入ると、清和天皇より仁寿殿を賜わって「唐坊」（とうぼう）、後に改めて「唐院」（とういん）とし、これを現在の護法善神堂がある場所に設置して寺を再興し、新羅社（新羅善神堂）を創建している。寺を整備して修行の道場とすると共に、唐から請来した経典や法具を唐院に収蔵し、貞観8年（866年）5月には当寺は延暦寺の別院とされた。同年、太政官から円珍に伝法の公験（くげん、証明書）が与えられている。顕教、密教に加えて修験道を兼学する円珍の伝法は、これによって政府の公認を得たわけであり、天台寺門宗ではこの時をもって開宗と見なしている。貞観10年（868年）6月に円珍は天台宗最高の地位である天台座主に就任、天皇は当寺を円珍個人に賜った。以後、没するまでの24年間、円珍は天台座主の地位にあった。
円珍によって天台別院として中興された当寺は、以降は東大寺・興福寺・延暦寺とともに「本朝四箇大寺（ほんちょうしかたいじ）」の一つに数えられるようになった。

### 延暦寺との抗争
寛平3年（891年）10月に円珍は比叡山山王院で亡くなった。その後、延長5年（929年）12月には円珍に智証大師の諡号が朝廷から送られている。
天元4年（981年）頃から比叡山は円珍の門流と慈覚大師円仁の門流との2派に分裂してしまい、両者は事あるごとに対立するようになった。円珍の没後1世紀あまりを経た正暦4年（993年）7月、円珍派が西坂本にある円仁派の赤山禅院を襲って堂舎を壊す事件が起こると、8月にはその報復として円仁派の僧たちが比叡山内にあった円珍派の中心となる僧堂であり、かつて円珍が住し、亡くなった千手院（山王院）などの堂舎を打ち壊す騒動が発生し、両派の対立は決定的となった。円珍派の僧約千人が追放処分を受けると円珍派は千手院に安置されていた円珍像を持って比叡山を下ると別院であった当寺に移り、円珍像を当寺の唐院に安置して延暦寺から独立した。比叡山延暦寺を「山門」と別称するのに対し当寺は「寺門」と称されることから、両者の対立抗争は「山門寺門の抗争」などと呼ばれている。長暦2年（1038年）5月には当寺は朝廷に大乗戒壇の建立許可を願い出た。朝廷は当寺に戒壇を設立してもよいかの可否を諸宗に問うたところ延暦寺のみが反対し、長久2年（1041年）5月に結局不許可とされた。当寺は以後も幾度となく大乗戒壇建立許可の申請を行うが、その都度延暦寺が朝廷に圧力をかけて失敗している。また、どちらが本地・末寺なのか、正当性があるのかでも争っている。延暦寺は「園城寺は延暦寺から独立した」といい、当寺は「園城寺の歴史は延暦寺よりも古い」「円珍は大乗戒壇で大乗戒を受けたが、円仁は東大寺で小乗戒しか受けていない」などと返している。
永保元年（1081年）4月、日吉社で祭りを行った際に山門派と寺門派の僧が揉めると、事態はエスカレートして6月に当寺は延暦寺から焼き討ちを受けた。9月には当寺は延暦寺に攻め込んだが返り討ちにあってしまい、押し返されてそのまま当寺に攻め込まれ、6月の焼き討ちで焼け残っていた建物も全て焼かれてしまった（比叡山による焼き討ちでの全焼・1回目）。永保4年（1084年）4月に金堂は再建されたが、これ以降も、延暦寺による当寺の焼き討ちは続発した。中世末期までに全焼7回を含む大規模なものだけで10回、小規模なものまで含めると50回にも上るという。
当寺は平安時代には朝廷や貴族の尊崇を集め、中でも藤原道長、白河上皇らは深く帰依したことが知られている。これら有力者からの寄進等による荘園多数を支配下に置き、末寺も多くあり、信濃国善光寺（深田之荘）もまた末寺として記録に著れる。伽藍も金堂や別所・水観寺を中心とする中院、新羅社（新羅善神堂）や別所・常在寺を中心とする北院、三尾社（三尾神社）と、現在の長等公園一帯にあった三別所の微妙寺・尾蔵寺・近松寺を中心とする南院、さらに別院である如意寺が整備されていき、この三院五別所の体制でもって運営されていった。
中世以降は源氏など武家の信仰も集めた。特に源氏は源頼義が園城寺に戦勝祈願をし、その三男の源義光が新羅善神堂の前で元服するなどし、歴代の尊崇も篤かった。
保安2年（1121年）閏5月に当寺の僧が延暦寺の修行僧を殺害したことを発端として、当寺は延暦寺に焼き討ちされるが（比叡山による焼き討ちでの全焼・2回目）、長承3年（1134年）8月に金堂は再建されている。保延6年（1140年）閏5月と7月に延暦寺に焼き討ちされるが（比叡山による焼き討ちでの全焼・3回目）、永治2年（1142年）3月には寺門派の衆徒によって延暦寺の一角が焼かれている。久安4年（1148年）11月には当寺の金堂の上棟供養が行われている。長寛元年（1163年）6月に延暦寺に焼き討ちされる（比叡山による焼き討ちでの全焼・4回目）が、支援者が多くいたことからその都度復興している。治承4年（1180年）4月に源頼政が以仁王と共に平家打倒の兵を挙げた時（以仁王の挙兵）にはこれに協力し、源頼光の子孫である山本義経が挙兵（近江攻防）した際もこれに協力した。そのために同年12月、平重衡と平忠度によって焼き討ちを受けて637棟の建物が炎上している。
平家を京都から追い出した源頼朝は、元暦元年（1184年）12月には当寺に近江国横山荘および若狭国玉置荘を寄進するなどして保護を加え、復興が始まった。その最中、建保2年（1214年）4月には日吉祭りでの神撰供進を発端として騒動が起こり、当寺は延暦寺に焼き討ちされて129の堂舎が焼失している（比叡山による焼き討ちでの全焼・5回目）。建保3年（1215年）には頼朝の意思を継いだ北条政子、源実朝は早速大内惟義・佐々木広綱・宇都宮蓮生ら在京の御家人に命じて直ちに再建させ、翌建保4年（1216年）に再興している。しかし、当寺で僧侶として育てられていた源頼家の子公暁が叔父である源実朝を暗殺するという事件を起こしたために、鎌倉幕府より一時的に冷遇を受けた。
正嘉元年（1257年）3月27日に当寺は大乗戒壇の建立許可を求めて強訴を行っている。正元元年（1259年）9月14日には当寺の出身であり、鎌倉の鶴岡八幡宮寺別当で前執権北条時頼の護持僧を務める隆弁（後に園城寺長吏）に上洛してもらい、朝廷との大乗戒壇の建立許可の交渉を委ねている。そして、この交渉は北条時頼と幕府の後ろ盾もあって成功し、翌正元2年（1260年）1月4日、ついに当寺に大乗戒壇の建立が許された。しかしそれもつかの間、延暦寺の猛烈な抗議によって1月20日には大乗戒壇の建立許可は取り消されてしまった。

そこで、文永元年（1264年）5月に当寺は朝廷の許可を得ないまま大乗戒壇を建立しようとした。そのため延暦寺は激怒し、当寺は延暦寺に攻め込まれて焼き討ちされた（比叡山による焼き討ちでの全焼・6回目）。この時に、現在「弁慶の引摺鐘」といわれている梵鐘が盗まれてしまうが、幕府の命令によって文永4年（1267年）4月に戻されている。北条時頼の信頼が厚かった隆弁が別当に就任すると冷えていた幕府との仲も戻っている。弘安8年（1285年）の時点で中院は74院、北院は124院、南院は140院にものぼる子院が存在していた。 
だが、文保3年（1319年）にはまたも朝廷の許可が下りないまま大乗戒壇を建立しようとしたために、延暦寺から焼き討ちを受けている（比叡山による焼き討ちでの全焼・7回目）。そして、これ以降当寺は大乗戒壇の建立を諦めてしまった。延暦寺による当寺の焼き討ち・全焼の際、7回中6回もの元号に「保」の字が入っている。しかも当寺にとってはいずれも厄年であったという。そのため、ある老僧は「保の字のつく時三井寺焼失す」と嘆いたという。
南北朝の内乱では北朝方で源氏の足利氏を支持する。建武3年（1336年）1月には当寺の僧兵は北朝方に付き、細川定禅と共に当寺に立て籠もって南朝方の北畠顕家・結城宗広を迎え撃ったが敗北し、南朝方に味方した延暦寺に焼き討ちされて金堂が炎上している。その際、僧が燃え盛る金堂から弥勒仏を救出しようとするが叶わず、せめて頭部だけでも助けようとして頭部を切り落として運んだといわれる。貞和3年（1347年）1月には足利尊氏により金堂や新羅善神堂（国宝）などが再建されている。
こうして北朝を支持したことから当寺は室町幕府の保護を受けた。両幕府のこの厚遇は、強力な権門である延暦寺の勢力を牽制するために当寺に対して一定の支援をすることが必要であると考えられていたからだといわれている。
文明13年（1481年）8月に正法寺（現・観音堂、西国三十三所第14番札所）が現在地に移されている。

### 没落と復興
戦国時代に入ると、勢力を強めていく織田信長と延暦寺の対立は頂点に達し、ついに元亀2年（1571年）に当寺に本陣を置いた信長によって比叡山焼き討ちが行われた。一方、当寺は信長と良好な関係を構築し維持し続けていた。しかし、子院・光浄院の住持である暹慶（山岡景友）は、信長に敵対した将軍足利義昭に与し、元亀4年（1573年）2月に石山寺の近くにあった石山城に籠城して合戦したが、降伏している。
天正10年（1582年）6月、織田信長を本能寺の変で自害に追いやった明智光秀だったが、その後、山崎の戦いで羽柴秀吉に敗れ、自害した。秀吉は当寺に本陣を置くと、ここで光秀の首実検を行ったという。
この後、当寺は天下人となった豊臣秀吉とも良好な関係を築いていたが、文禄4年（1595年）11月、当寺は突如として秀吉の怒りに触れ、闕所（寺領の没収、事実上の廃寺）を命じられた。当寺が何によって秀吉の怒りを買ったものかは諸説あって定かではない。この結果、本尊の弥勒菩薩像や智証大師坐像、黄不動尊などは元園城寺長吏の道澄が自ら住持を務める照高院（現・妙法院の近く。後に北白川に移転）に避難させ、僧も保護したが、ほとんどの仏像や宝物はよその寺院へ移され、金堂をはじめとする堂宇も強制的に破却、移築された。当寺の金堂は比叡山に移され、現在も延暦寺西塔釈迦堂（転法輪堂）として現存している。残ったものは新羅善神堂、三尾社本殿、護法善神堂の他は上光院などいくつかの子院のみであった。
道澄は、元光浄院の住持であり秀吉の御伽衆でもある山岡景友（以前の名は暹慶）とその弟光浄院暹実らと共に復興の請願を繰り返し行った。慶長3年（1598年）になり、秀吉は自らの死の直前になって当寺の再興をようやく許可している。これは死期を悟った秀吉が、霊験あらたかな園城寺の祟りを恐れたためともいわれている。秀吉の再興許可を受けて園城寺長吏・道澄が中心となって寺の復興事業が開始される。それに伴って、照高院に避難させていた弥勒菩薩像、智証大師坐像、黄不動尊などを園城寺闕所の際にも存続が許されて残っていた上光院に移している。
伽藍の復興も進められ、寺領4,300石も安堵された。翌慶長4年（1599年）には高台院が金堂（国宝）を寄進し再建を果たした。勧学院客殿（国宝）は慶長5年（1600年）に豊臣秀頼が施主となり、毛利輝元の寄進で建立され、光浄院客殿（国宝）は慶長6年（1601年）に山岡景友の寄進で建立されている。また、同年の3月には徳川家康によって伏見城にあった大門（旧・近江国常楽寺楼門、重要文化財）と三重塔（旧・大和国比蘇寺（現・世尊寺）三重塔、重要文化財）が寄進され、当寺に移築されている。慶長7年（1602年）には毛利輝元により周防国国清寺（現・洞春寺）の一切経蔵（重要文化財）が寄進されて移築されている。現在の園城寺の寺観は、ほぼこの頃に整えられたものである。そして慶長年間（1596年 - 1615年）末期の頃には三院で49院、五別所で25坊もの子院が並んでいた。当寺は戦国時代までに合戦・焼き討ち・火災などで23回も炎上しているが、うち14回は延暦寺の僧兵らによる焼き討ちであった。
寛永年間（1624年 - 1645年）には寺領4,619石が安堵されている。
貞享3年（1686年）5月に観音堂（西国三十三所第14番札所）が焼失するが、元禄2年（1689年）に再建されている。また、同年頃には音曲諸芸道の氏神を祀る関蝉丸神社を傘下に入れている。
『元禄五年寺社僧坊改記』には、園城寺や各子院、末社の状況やその由来が記されているが、それによると寺内には浄土宗や一向宗の寺があることが分かる。
明治維新後、1873年（明治6年）には北院の大半となる20万平方メートルが陸軍用地として軍部に接収されてしまい歩兵第9連隊司令部（現・大津商業高校）や練兵場（現・皇子山総合運動公園）とされ、多くの子院が廃寺となって新羅善神堂と法明院を残し北院は廃絶してしまった。
こういったことから1876年（明治9年）1月には制度としてあった園城寺南・北・中院が合併して一院制とされた。
1885年（明治18年）9月には日本美術の普及啓蒙に功績のあったアメリカ人アーネスト・フェノロサとウィリアム・スタージス・ビゲローが、法明院敬徳より戒を受けている。
1941年（昭和16年）4月に天台宗山門派（現・天台宗）、天台宗寺門派（現・天台寺門宗）、天台宗盛門派（現・天台真盛宗）の天台三派が合同し、新たな天台宗として発足する。しかし、太平洋戦争後の1946年（昭和21年）4月には分裂し、天台宗寺門派は宗教法人令により天台寺門宗として独立し、当寺はその総本山となった。

## 伽藍

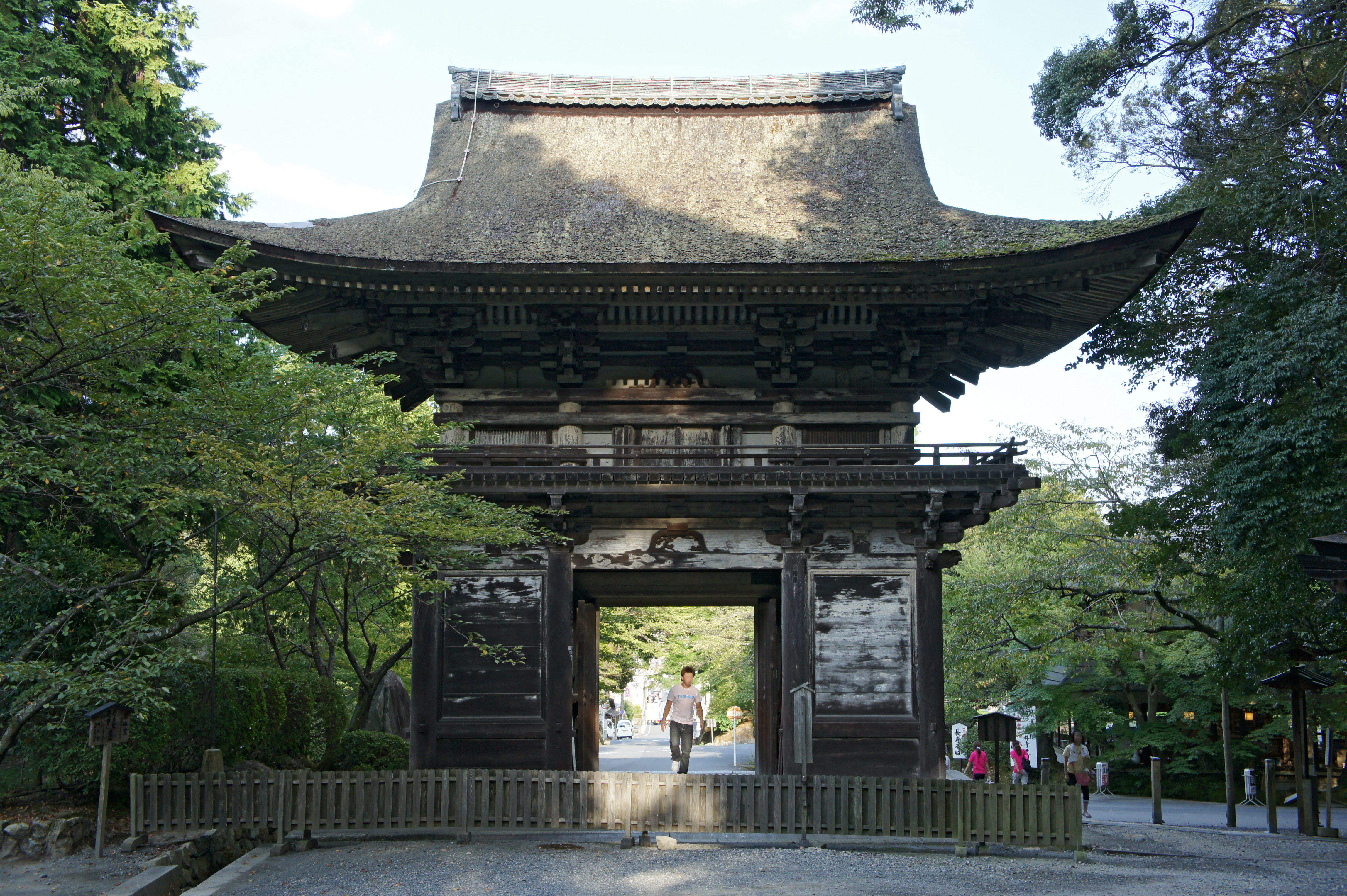
大門（重要文化財）

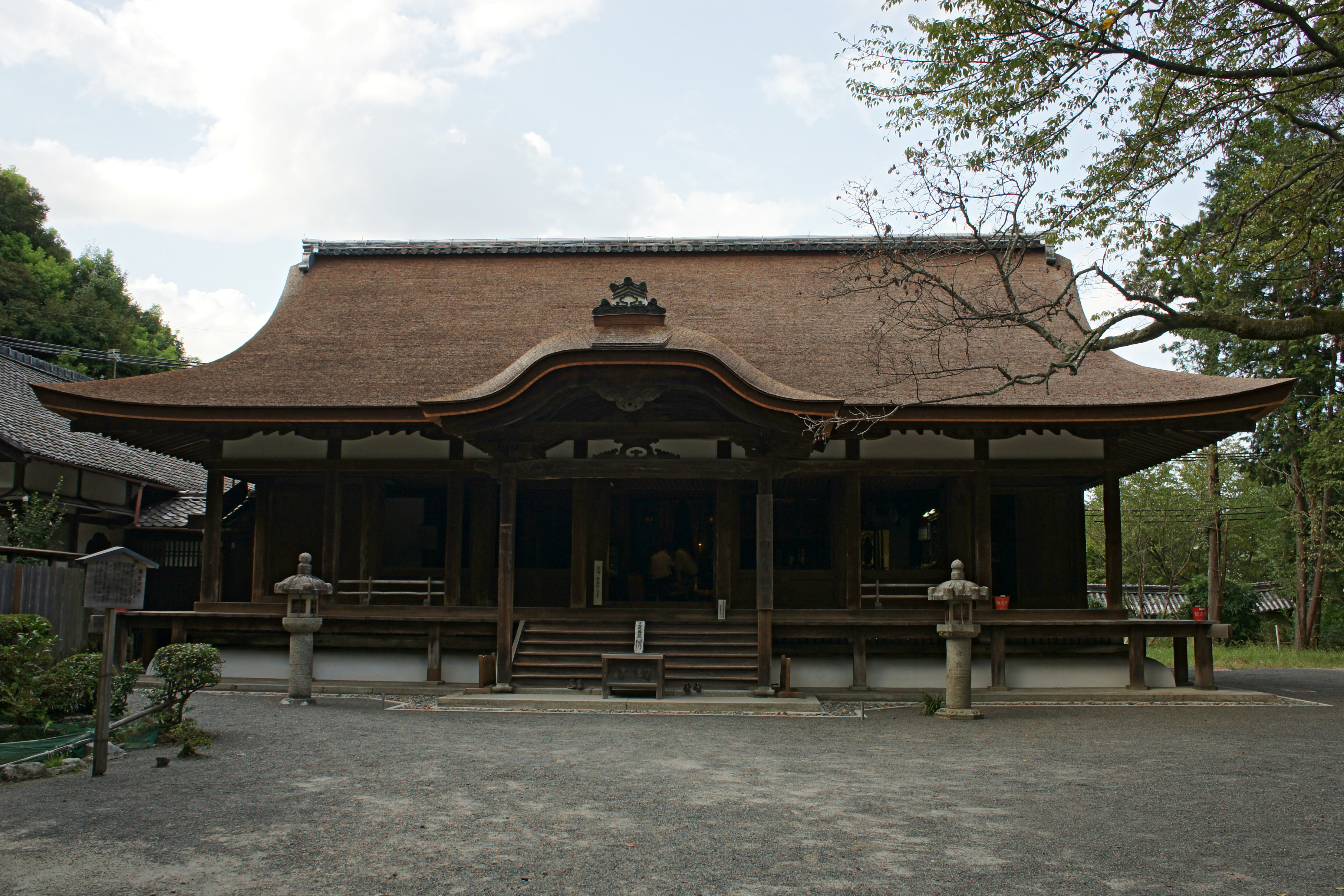
釈迦堂（重要文化財）

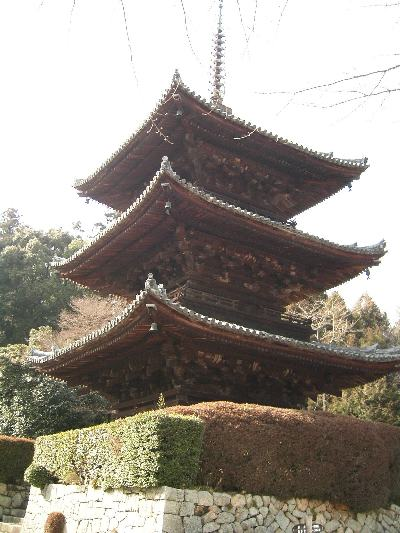
三重塔（重要文化財）

### 中院
- 金堂（国宝） - 園城寺全体の、そして中院の中心となる堂宇。園城寺は文禄4年（1595年）に豊臣秀吉により闕所とされ、堂塔が破却された。金堂は織田信長の焼き討ちで壊滅した比叡山延暦寺の復興の一助として延暦寺西塔に移築され、釈迦堂（転法輪堂）とされた。現在の金堂は、園城寺再興を許可した豊臣秀吉の遺志により、高台院が慶長4年（1599年）に寄進したものである[5]。慶長4年（1599年）2月に着工し、翌慶長5年（1600年）3月には完成している。七間四方、入母屋造、檜皮葺の和様仏堂。堂内は外陣、内陣、後陣に区切られ、内陣の中央五間は床を外陣より一段下げて四半瓦敷きにした天台宗本堂の古式を伝えている[6]。建物全体は和様で統一され、木割太く、全体に低めで軒の出深く、重厚さの中に柔らかさを持つ、典型的な桃山形式の仏堂である。本尊は弥勒菩薩。用明天皇の時代に百済より渡来し、天智天皇の念持仏となり、園城寺草創の際に天武天皇が本尊として安置したと伝えられているものである。
- 鐘楼（重要文化財） - 慶長7年（1602年）再建。金堂の左手前にあり、近江八景の一つ「三井の晩鐘」で知られる梵鐘（滋賀県指定有形文化財）を吊る[7]。この梵鐘は音色の良いことで知られており、日本の音風景100選に選ばれNo.58「三井の晩鐘」として登録されている。また、平等院鐘、神護寺鐘と共に日本三名鐘に数えられている。この梵鐘は慶長7年（1602年）に長吏准三宮道澄が弁慶の引摺鐘の跡継ぎとして鋳造したもので、乳（鐘上部に付けられる突起）が合計百八個あり[8]、近世以降多く造られる百八煩悩に因んだ乳を持つ梵鐘として在銘最古とされている。
- 天狗杉（大津市指定天然記念物） - 樹齢約千年。相模坊道了が、同郷の了庵慧明が相模国に最乗寺を建立したと聞くと天狗に変化し、この杉の頂部から相模国に飛び立ったという。
- 閼伽井屋（あかいや、重要文化財） - 金堂の西に接して建つ小堂で、格子戸の奥にある岩組からは霊泉が湧出している。この泉は、天智天皇・天武天皇・持統天皇の三帝が産湯に用いたことから御井や三井と呼ばれ、それがもととなって当寺は御井寺、次いで三井寺と呼ばれるようになった[9]。現在の建物は、この霊泉の履屋として慶長5年（1600年）に金堂と同じく高台院によって建立された。桧皮葺で、三間二間の向唐破風造。随所に桃山風の装飾を施した優美な建造物である。また、正面上部の蟇股には左甚五郎作の龍の彫刻があり、この龍が毎夜琵琶湖に現れて暴れていたので甚五郎が龍の目に五寸釘を打ち込んだという伝説がある。
- 庭園「閼伽井石庭」 - 日本最古の庭園だとされている小さな石庭。
- 熊野権現社 - 熊野権現を祀る。平治元年（1159年）に白河天皇の皇子・行慶大僧正によって三井修験道の鎮神として創建された。その後、三間社流造の社殿として応永5年（1398年）、文亀元年（1501年）、慶長6年（1601年）と度々建て替えられている。現在の建物は天保8年（1837年）の再建である[10]。
- 智証大師像 - 石像。
- 教待堂 - 教待和尚を祀る[11]。
- 光浄院 - 金堂の北方に位置する子院。
  - 客殿（国宝） - 勧学院客殿より1年あとの慶長6年（1601年）に元光浄院の住持であった山岡景友により再建される。規模、意匠など勧学院客殿と似る。桁行七間、梁間六間、一重入母屋造、正面軒唐破風付の総杮葺き[12]。内部の一之間、二之間の障壁画および襖絵は狩野山楽や狩野派の筆によるもので重要文化財に指定されている[13]。寝殿造りの流れをくむ主殿造とされる。広縁の奥には付書院、出書院と呼ばれる造り付けの机を設けた上段の間が突出しており、このような小部屋を持つ書院は光浄院客殿のみとされる。
  - 庭園（国の名勝・史跡） - 客殿に南面して広がる池泉観賞式庭園。池が客殿の広縁の真下まで食い込み客殿と一体化した、池上建築に似た構成を取る。池中に石橋を架けた亀島や夜泊石を設け、山畔には立石を組んだ枯滝を配する[14]。
  - 護摩堂 - もとは十八明神社の拝殿で、ここに移築したもの。
  - 表門
- 霊鐘堂 - 昭和初年に古鐘堂の古材をいかして改築されたもの[15]。霊鐘「弁慶の引摺鐘」（重要文化財、奈良時代）を安置している。藤原秀郷（俵藤太）が三上山の百足退治の礼に竜宮から持ち帰った鐘を三井寺に寄進したとの伝承が残されている。その後、山門との争いで弁慶が奪い比叡山へ引き摺り上げて撞くと、「イノー・イノー」（関西弁で「帰りたい」の意）と響いたため、弁慶が怒って鐘を谷底へ投げ捨てたという。鐘に付いた傷跡や割れ目はその時のものと伝えられている[16]。文永4年（1267年）に比叡山延暦寺より当寺に戻された。また、「弁慶の汁鍋」という大鍋も置かれている[15]。
- 一切経蔵（重要文化財） - 室町初期の禅宗様経堂。毛利輝元の寄進により、慶長7年（1602年）に周防国山口の国清寺（現・洞春寺）の経蔵を移築したもの。一間四方だが裳階付きのため三間四方二層に見える宝形造、桧皮葺。内部中央には、高麗版の一切経を納める八角形の輪蔵があり、中心軸で回転するようになっている。また、天井から円空仏7体が発見されている[17]。
- 三重塔（重要文化財） - 鎌倉時代末期から室町時代初期の建築。奈良県の比蘇寺（現・世尊寺）にあった東塔を慶長2年（1597年）に豊臣秀吉が伏見城に移築したものを、慶長6年（1601年）に徳川家康が当寺に寄進したもの。1層目の須弥壇には、木造釈迦三尊像が安置されている。軒深く、三重の釣合いよく、相輪の水煙など、中世仏塔の特徴をよく表している[18]。
- 善法院 - 境内最西にあった子院。かつての円満院宮の院家。
  - 庭園跡（国の名勝・史跡） - 1934年（昭和9年）に国の名勝・史跡に指定されたが、1941年（昭和16年）の豪雨による土砂崩れで埋没した。しかし、指定は解除されていない。重森三玲が作成した実測図が残る[19]。
- 覚勝院 - 子院。
- 微妙寺 - 別所。正暦5年（994年）に現在の長等公園の山上に慶祚阿闍梨によって創建された[20]。湖国十一面観音菩薩霊場第1番札所。
  - 本堂 - 安永5年（1776年）再建。1979年（昭和54年）に現在地に移転[20]。
- 天台大師像 - 石像。
- 宗務本所
- 筒井浄妙塚 - 観音堂がある伽藍札所から平地に下ってきた階段の右脇にある。ここは治承4年（1180年）に以仁王と源頼政が平氏軍と戦った橋合戦で活躍した僧兵の筒井浄妙の坊があった場所である。筒井浄妙は祇園祭後祭の山の一つである浄妙山で知られている[21]。
- 水観寺 - 別所。長久元年（1040年）に明尊大僧正によって創建された[22]。西国薬師四十九霊場第48番札所。園城寺境内の道を挟んだ向かい側には三尾神社があり、正面に三尾神社の西門がある。
  - 本堂（滋賀県指定有形文化財） - 明暦元年（1655年）再建。1988年（昭和63年）に現在地に移転[22]。
  - 弁天堂 - 本堂に接続している。1988年（昭和63年）に現在地に移転。
  - 庫裏
- 護法社 - 元は金堂の東にあったが享保10年（1725年）から享保19年（1734年）にかけて現在地（かつて唐院があった場所）に移転した[23]。
  - 護法善神堂（千団子社、大津市指定有形文化財） - 享保12年（1727年）再建。園城寺の守護神である護法善神（鬼子母神）像を祀る[24]。
  - 唐門（大津市指定有形文化財） - かってはこの前に拝殿があった[23]。
  - 放生池
  - 石造橋（重要美術品、大津市指定有形文化財） - 享保10年（1725年）再建[25]。
  - 表門（大津市指定有形文化財）
- 財林坊 - 護法社の預坊。
  - 本地堂（大津市指定有形文化財） - 享保19年（1734年）に現在地に移築[23]。護法善神の本地仏である聖観音菩薩を祀る。
  - 庫裡 - 享保12年（1727年）再建[26]。
  - 客殿 - 享保12年（1727年）再建[26]。
  - 預坊表門（大津市指定有形文化財） - 享保12年（1727年）再建[26]。
  - 門番所（大津市指定有形文化財） - 享保12年（1727年）再建[26]。
- 釈迦堂（食堂、重要文化財） - 本尊は清凉寺式釈迦如来。大門を入って金堂に至る道の右側にある。桁行七間、梁間四間、入母屋造、桧皮葺の簡素な構造である。天正年間（1573年 - 1593年）造営の京都御所の清涼殿を下賜されて元和7年（1621年）に移築されたものと伝えられる[27]。文政年間（1818年 - 1831年）に唐破風の向拝が増築されている。随所に古い手法を残す室町時代の建築で、中世の食堂の形式をよく伝えている。
  - 弁財天社 - 八臂弁財天を祀る。天和3年（1683年）に唯覚坊周舜によって建立される。その後文久元年（1861年）に再建されて、1932年（昭和7年）に妙厳院慶純の発願により修復された[28]。
  - 弁天池
- 大門（重要文化財） - 仁王門とも呼ばれる。三間一戸、入母屋造、檜皮葺の楼門。もとは近江国の常楽寺（滋賀県湖南市）にあった室町時代の宝徳4年（1452年）に建てられた仁王門であるが、豊臣秀吉によって伏見城に移築されていた。それを慶長6年（1601年）に徳川家康が当寺に寄進したもの[29]。大門の両脇には運慶作と伝えられる仁王像が安置されている。組物などに群青、緑などの彩色があり、蟇股や木鼻などの彫刻文様、斗栱など組物には室町中期の特色がよく表れている。
- 円満院 - 大門の北方に位置する。円満院門跡とも称し、かつては天台宗寺門派三門跡の一つであった。江戸時代の初期に現在地に移転する。寛和3年（987年）村上天皇の第三皇子・悟円法親王によって創建された。江戸時代の画家円山応挙ゆかりの寺としても知られる。宸殿（重要文化財）は、慶長年間造営の御所のうち、東福門院の御局といわれる建物を移築したもので、仁和寺の金堂などと共に江戸時代初期の寝殿造宮廷建築の遺作として重要なものである。宸殿にあった障壁画の「住吉社頭図」6面（重要文化財）と「風俗図」4面（重要文化財）は1974年（昭和49年）・1975年（昭和50年）に文部省買上げとなり、現在は京都国立博物館に所蔵されている。その他、円満院には円山応挙の「七難七福図」をはじめ7件の重要文化財が所蔵されていたが、現在はいずれも寺外に流出している。太平洋戦争後に天台寺門宗から独立した。

#### 唐院
参道より一段高く塀に囲まれた一郭が唐院であり、東を正面として一直線上に四脚門、灌頂堂、唐門、大師堂、長日護摩堂などが立ち並ぶ。豊臣秀吉による破却後の再興に当たり、慶長3年（1598年）と最も早く再建された。唐院という名称は、智証大師円珍が唐から帰国後の天安2年（858年）に持ち帰った経典や法具類を納めるために、清和天皇より仁寿殿を下賜され、伝法灌頂の道場としたのに由来する。現在は、円珍の尊像を祀った大師堂を御廟とし、園城寺で最も神聖な浄域とされている。
- 大師堂（重要文化財） - 宝殿ともいう宗祖智証大師の廟所。慶長3年（1598年）再建。三間二間、宝形造、桧皮葺。堂内には木造金色不動明王立像（重要文化財）と二躯の木造智証大師座像（国宝）が安置されている[30]。毎年、智証の命日の10月29日に御正忌会大法要が執り行われる。
- 山王社
- 唐門（重要文化財） - 慶長3年（1598年）再建。大師堂の正門。
- 灌頂堂（重要文化財） - 仁寿殿を下賜されたものと伝えられており、五間四方、入母屋造、桧皮葺の住宅風建築で、大師堂の拝殿としての役割を備えている。内部は前後二室に分かれ、伝法灌頂などの密教の儀式が執り行われる[31]。
- 長日護摩堂（滋賀県指定有形文化財） - 寛文6年（1666年）に後水尾上皇の寄進で再建された。三間四方、一重、宝形造、本瓦葺。本尊は不動明王で、長日護摩供を行う道場である。
- 四脚門（重要文化財） - 唐院の正門。寛永元年（1624年）再建。承応4年（1655年）の修理に際し本柱の前後に控柱を立て、切妻造、檜皮葺の四脚門の形式に改められた[32]。なお、唐院は長らく現在護法善神堂がある場所にあったが、慶長の再興期に現在地に移っている。
- 庫裏
- 表門

### 北院

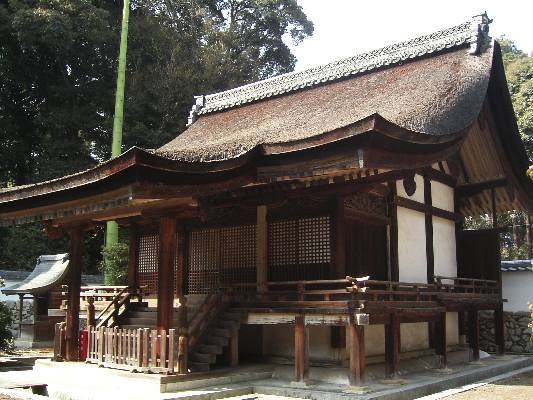
新羅善神堂（国宝）

- 新羅善神堂（しんらぜんじんどう） - 新羅社。かつての北院の中心堂宇・鎮守社。園城寺の中心伽藍から北へ500メートルほど離れた場所にある。付属建物の全てを総称した名称でもある。
  - 新羅善神堂（国宝） - 本堂。園城寺の鎮守神である新羅明神を北院の鎮守として祀る。「堂」と名が付くが、建築様式的には流造（ながれづくり）の神社本殿である。現存の建物は貞和3年（1347年）、足利尊氏の寄進によるもの[33]。新羅明神は、唐に留学した円珍が日本へ帰国する際に船中に現れた神とされ、円珍に伝えられた経法を永遠に守護することを誓った神であるという。円珍が請来した経典法具を園城寺に保管することになったのも新羅明神の夢告によるとされている[34]。源頼義が三男の義光をこの神の前で元服させ、義光はそれ以来「新羅三郎」と呼ばれるようになったことはよく知られる[35]。かつては新羅社や新羅明神と呼ばれていたが、明治時代の神仏分離によって名称を新羅善神堂に改めた。
  - 二童子社 - 般若童子、宿王童子を祀る。
  - 火御子社 - 火御子を祀る。
  - 中門
  - 庫裏
- 法明院 - 境内最北にある子院。園城寺唯一の律院。園城寺の律院として江戸時代中頃に義端和尚によって創建された。明治時代に日本美術の普及啓蒙に功績のあったアメリカ人アーネスト・フェノロサが長く滞在し、フェノロサやウィリアム・スタージス・ビゲローともゆかりがあることで知られる[2][36]。
  - 本堂
  - 祖師堂（開山堂） - 18世紀中頃の建立。義瑞性慶をまつる。
  - 聖天堂
  - 庫裏
  - 書院 - 円山応挙、池大雅らによる障壁画がある。
  - 客殿
  - 庭園 - 園城寺最大規模の池泉回遊式庭園。庭園は2段に分かれた構造となっている。
  - 弁天社
  - 茶室「時雨亭」
  - 鐘楼
  - 桜井敬徳の像 - 当時の住職。1901年（明治34年）にビゲローによって寄進される。
  - 桜井敬徳の墓
  - 町田久成の墓
  - アーネスト・フェノロサの墓
  - ウィリアム・スタージス・ビゲローの墓
  - ジェイムス・ホートン・ウッズの供養塔
- 弘文天皇陵（長等山前陵） - 弘文天皇（大友皇子）を祀る。1877年（明治10年）に陵墓指定された。宮内庁の管轄。
- 源義光の墓 - 新羅三郎の名で知られる。
- 後西天皇皇子永悟法親王墓 - 現在は宮内庁の管理下にある。
- 後水尾天皇皇子道寛法親王墓 - 現在は宮内庁の管理下にある。

### 南院
- 三尾神社 - 三尾社。かつての南院の中心堂宇・鎮守社。本殿（重要文化財）は応永33年（1426年）に再建された。園城寺の地主神である三尾明神（伊弉諾尊）を南院の鎮守として祀る。元は園城寺西方の琴緒谷（普賢堂の東側）に三尾社（上三尾社ともいう）として鎮座していたが、明治時代になり神仏分離によって園城寺から独立し、1876年（明治9年）に御旅所であった現在地に遷座する。旧社地は現在は三井寺霊園琴谷苑となっている。
- 三尾影向石 - 三尾明神がこの磐座の上に降臨したという。三井寺霊園琴谷苑の入り口横に残されている[37]。
- 普賢堂 - 子院。かつての三尾社の預坊。隣接して三尾社が建てられていた。
  - 本堂 - 園城寺の地主神である三尾明神の本地仏・普賢菩薩を祀る。
  - 庫裏
  - 庭園 - 池泉観賞式庭園[38]。
- 村雲橋 - 円珍がこの石橋を渡ろうとした時、自らが学んだ唐・長安の青龍寺が焼けているのを察知した。さっそく円珍は真言を唱えて閼伽水をまくと、橋の下から一条のムラ雲が湧き起り西に飛び去った。その後、青龍寺から火災を鎮めてくれたことへの礼状が届いたという。以来、この橋は村雲橋と呼ばれるようになったという[39]。
- 勧学院 - 唐院の南隣に位置する子院。
  - 客殿（国宝） - 延応元年（1239年）に講学のための学問所として建立された。現在の客殿は文禄4年（1595年）の豊臣秀吉による闕所で破却された後、慶長5年（1600年）に豊臣秀頼が施主となり、毛利輝元の寄進で再建されたもの。桃山時代の書院造建築の代表作とされる。桁行7間、梁間7間、一重入母屋造、正面軒唐破風の総藁葺。内部は三列八室からなり、南列の一之間と二之間には狩野光信作の障壁画（重要文化財）が飾られている[40]。一之間は金地著色で大床壁貼付の滝図を中心に四季花図が、二之間には素地著色の花鳥図二十四面が描かれている。そもそもは鎌倉幕府第9代執権北条貞時の菩提を弔うために幕府の支援で房海僧正が創建したもの。
  - 庭園 - 池泉観賞式庭園。
  - 護摩堂 - もとは法蔵。
  - 石造宝塔（重要美術品）
  - 表門
- 総門 - 元和7年（1621年）再建。薬医門。当寺は多くの僧兵を擁したことから外周には濠を構え、石垣で枡形をつくり厳重な山門が設けられていた[41]。
  - 門番所 - 総門に接続している。
- 毘沙門堂（重要文化財） - 観音堂の麓にある堂。元は別所・尾蔵寺の南勝坊境内に元和2年（1616年）に建立されたもの。1910年（明治43年）に上三尾社の近くに移されたが、1956年（昭和31年）に現在地に移築される。一間二間の宝形造、桧皮葺[42]。
- 十八明神社 - 別名「ねずみの宮」。白河法皇の時代、法皇から当寺の頼豪阿闍梨に皇子誕生を祈願するよう勅命が下った。まもなく祈祷の験あって皇子が誕生すると、頼豪はその賞として当寺の念願である大乗戒壇建立の勅許を得た。ところが延暦寺の横暴な強訴によって勅許が取り消されてしまった。これに怒った頼豪は21日間の護摩を焚くやそのまま壇上で亡くなってしまった。しかし、その強念が八万四千のネズミ（鉄鼠）となって延暦寺へ押し寄せ、堂塔や仏像、経巻を喰い荒らした、という話が太平記に記述されている。当社は頼豪が化けたネズミ（鉄鼠）を祀る。また、当社は北にある比叡山延暦寺の方向を向いて建っている[43]。天保7年（1836年）に再建。しかし、創建は貞観17年（875年）に円珍によって建立されたものという[44]。日吉大社にはそのネズミを封じ込めたものであるという鼠社がある。十八明神社の地下には琵琶湖疏水が流れている。
- 行者堂 - 子院。役行者を祀る。元は西国三十三所観音霊場の第14番札所の観音堂に属する不動堂で天明6年（1786年）に再建されたもの。1878年（明治11年）に西南戦争出征記念碑の建設にあわせて天神山に移されたが1900年（明治33年）に現在地に移築される[45]。その際に名称を行者堂に改めた。
- 本寿院 - 子院。慶長年間（1615年 - 1624年）に松養坊浄眼によって再興された。建物は文久2年（1862年）の再建である。2014年（平成26年）には改修が行われ、翌年春に休憩所「本寿院 ながら茶房」に改められた[46]。
- 宝寿院 - 子院。かつては最楽坊と称し、慶長年間（1615年 - 1624年）に宝寿坊法印良玉によって再興された。建物は安永7年（1778年）の再建である。現在は三井寺を宗家とする三井古流煎茶道の本部となっている[47]。
- 万徳院 - 子院。
- 法泉院 - 子院。聖護院門跡院室。かつて花王院という名で琴緒谷にあった時、水が枯れて困っていた。そこで泣不動尊（今は清浄華院にある）として知られる證空阿闍梨の不動明王に祈ったところ、一夜にして霊水が湧き出たことから法泉院へと名称を改めた。
- 上光院 - 子院。文禄4年（1595年）に園城寺が闕所となった際にも存続がゆるされた。元々は北院にあったがやがて中院に移り、近代に入って南院の現在地に移っている。
- 円宗院 - 子院。
- 龍泉院 - 子院。
- 妙厳院 - 子院。慶長18年（1613年）に安養院正玄法印により中興された。慶長3年（1598年）の坊領は20石2斗8升[48]。宿坊「和空三井寺」でもある。
- 勧持院 - 子院。
- 三井寺文化財収蔵庫 - 2014年（平成26年）10月開館。鉄骨鉄筋コンクリート造、平屋建。桃山障壁画の最高傑作と称される狩野光信筆の四季花卉図など国宝・勧学院客殿の障壁画39面をはじめ智証大師ゆかりの仏像や密教絵画など重要文化財13件53点が展示、収蔵されている[49]。
- 両願寺 - 蓮如上人ゆかりの堅田源兵衛の首を祀る。現在、建物はカフェとなっている。
- 長等神社 - 新日吉社または新宮社ともいう。かつての園城寺の鎮守社。楼門は市指定有形文化財。園城寺の鎮守である山王権現を祀る。明治時代になり神仏分離によって独立し、1883年（明治16年）に名称を長等神社に改める。
- 小関地蔵堂 - 大津市内で最大の地蔵菩薩坐像が祀られていたが、現在は大津市歴史博物館のロビーに安置されている。
- 近松寺 - 別所。延喜4年（904年）に天台宗の学匠・安然和尚による創建[50]。長等公園の東側にある。近江西国三十三観音霊場第4番札所、江州三十三観音第3番札所、びわ湖百八霊場第5番札所。
  - 本堂（大津市指定有形文化財） - 享保元年（1716年）再建[50]。
  - 渡廊下（大津市指定有形文化財） - 嘉永3年（1850年）建立。
  - 阿弥陀堂（善光寺如来堂、大津市指定有形文化財） - 嘉永3年（1850年）建立[50]。
  - 庫裏
  - 弁財天社
  - 豆粉地蔵
- 伝慶祚阿闍梨入定窟石室（重要美術品） - 長等公園の北側にある。

#### 札所伽藍
- 観音堂（重要文化財） - 寺域の南側、琵琶湖を望む高台に位置する南院の一区画である札所伽藍の中心堂宇。西国三十三所観音霊場の第14番札所として知られる。後三条天皇の病気平癒を祈願して延久4年（1072年）に西方の山上、華ノ谷に創建された。当初は聖願寺や正法寺という名前であったが、文明13年（1481年）に現在地に移された。貞享3年（1686年）に焼失し、現在の観音堂は元禄2年（1689年）に再建されたもの。正堂、合の間、礼堂からなっている。桁行9間、梁間5間の重層入母屋造、本瓦葺[51]。本尊は智証大師作と伝えられる如意輪観世音菩薩像（重要文化財）で、33年に一度しか開帳されない秘仏である。堂内には本尊の脇侍である愛染明王像（重要文化財）、毘沙門天像が安置されており、また、本堂再建の様子を描いた絵馬が多数奉納されている。
- 庫裏
- 書院 - もとは文禄5年（1596年）に豊臣秀次の生母・日秀尼により創建された村雲御所瑞龍寺の書院で、19世紀に再建されたもの。瑞龍寺が1961年（昭和36年）に京都から秀次ゆかりの滋賀県近江八幡市にある八幡山城跡に移転する際に当寺が譲り受け、1965年（昭和40年）に移築したもの[52]。
- 鐘楼（重要文化財） - 文化11年（1814年）再建[53]。元々は「童子因縁の鐘」が下がっていたが、太平洋戦争中の金属類回収令によって供出された。現在は重要文化財の朝鮮鐘を模した鐘が吊るされている。
- 百体堂（重要文化財） - 宝暦3年（1753年）建立。堂内には、中央正面に本尊の如意輪観音像を安置し、中央に西国三十三所・向かって右に坂東三十三箇所・左に秩父三十四箇所のそれぞれの札所の本尊を模した計百体の観音像を祀る[54]。入口の横には大津絵「鬼の寒念仏」が掛けられている。
- 観月舞台（重要文化財） - 脚下に足代を組んだ懸造の舞台。嘉永2年（1849年）建立。江戸時代から琵琶湖を展望できる景勝地、観月の名所として有名で多くの文人墨客が訪れている[55]。琵琶湖疏水、大津市街、琵琶湖の景観を眺望できる。
- 絵馬堂（重要文化財） - 寛政13年（1801年）再建。観音霊場として絵馬の奉納が多いことに対応するための、六本の柱が露出した吹放の建物[56]。
- 手水舎（大津市指定有形文化財）- 1881年（明治14年）再建[57]。
- 大津そろばん記念碑 - 展望台にある。
- 西南戦争出征記念碑
- 地蔵堂（大津市指定有形文化財） - 文政2年（1819年）再建。世継ぎ地蔵が祀られる。長等神社から観音堂へと登る石段の中程に建つことから「中阪地蔵」と呼ばれている[58]。

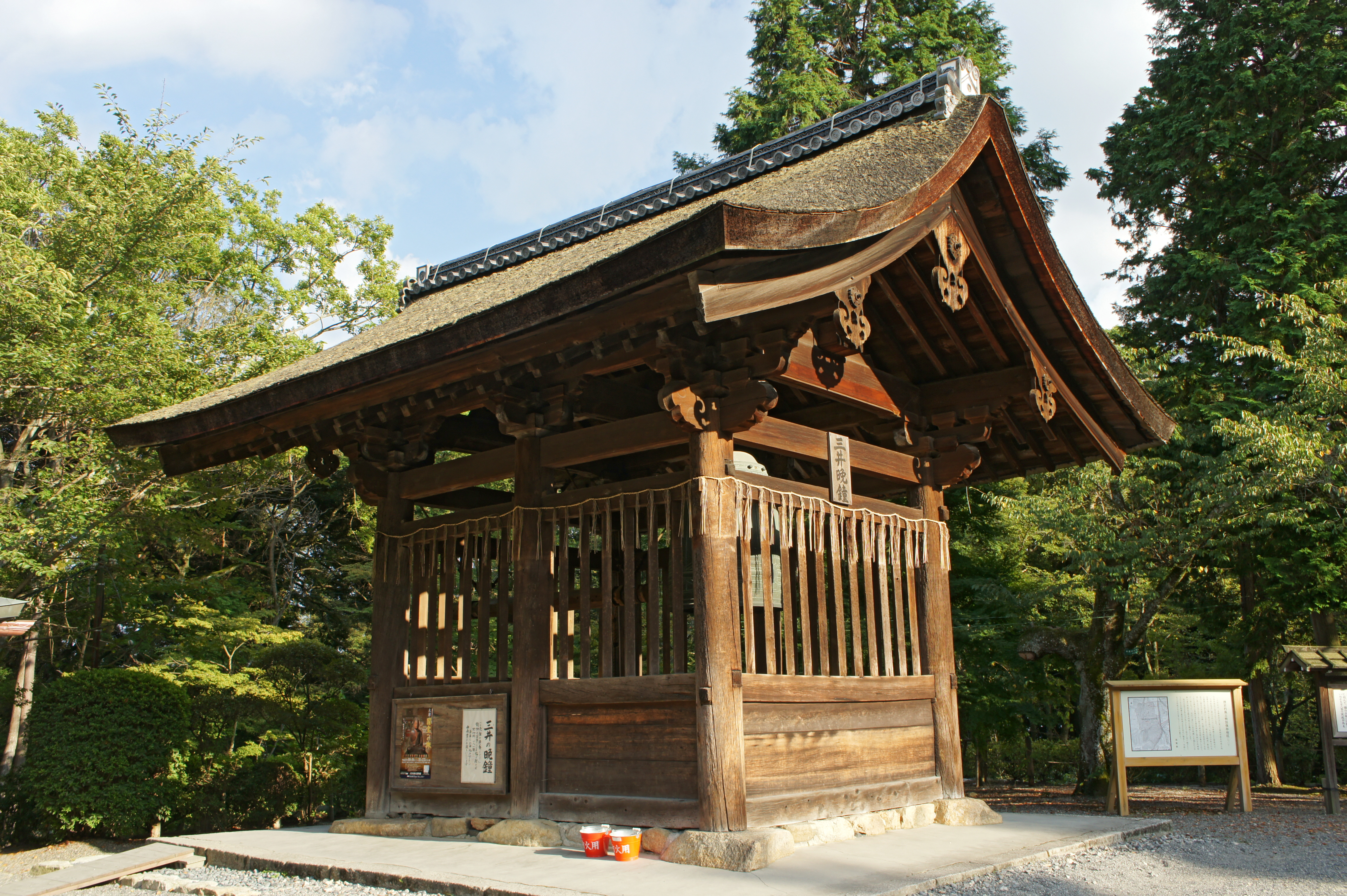
鐘楼（重要文化財）
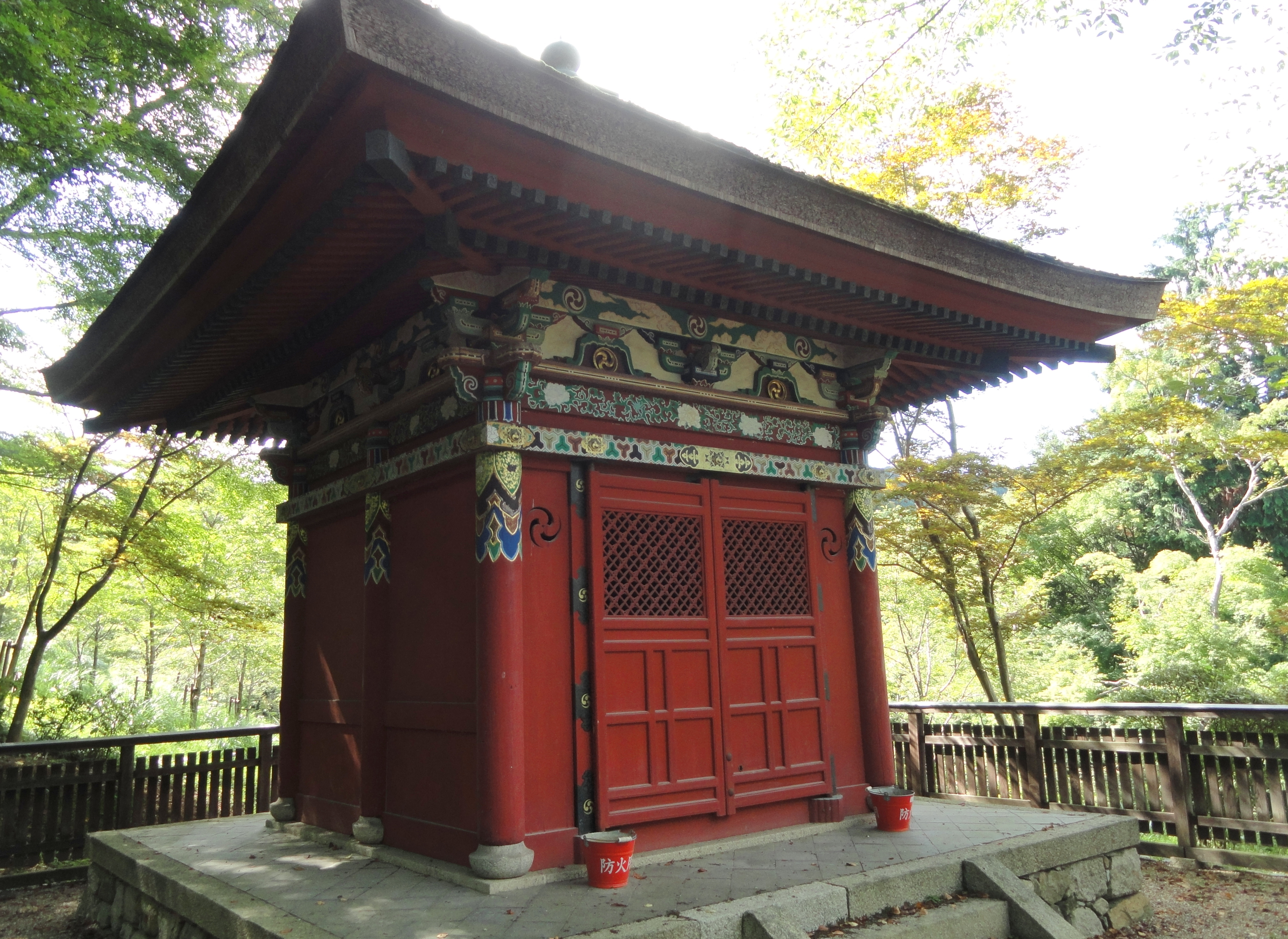
毘沙門堂（重要文化財）
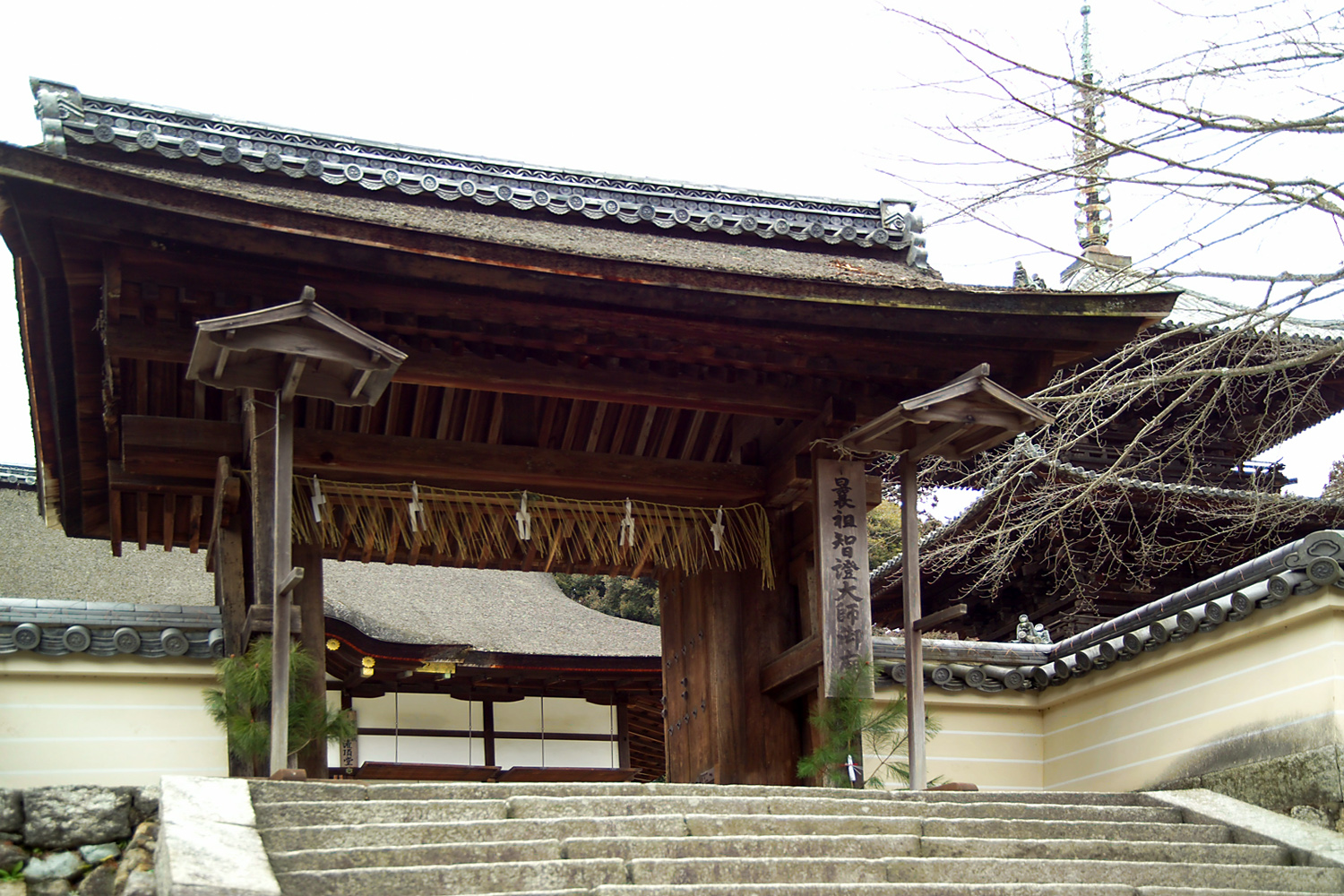
唐院四脚門（重要文化財）
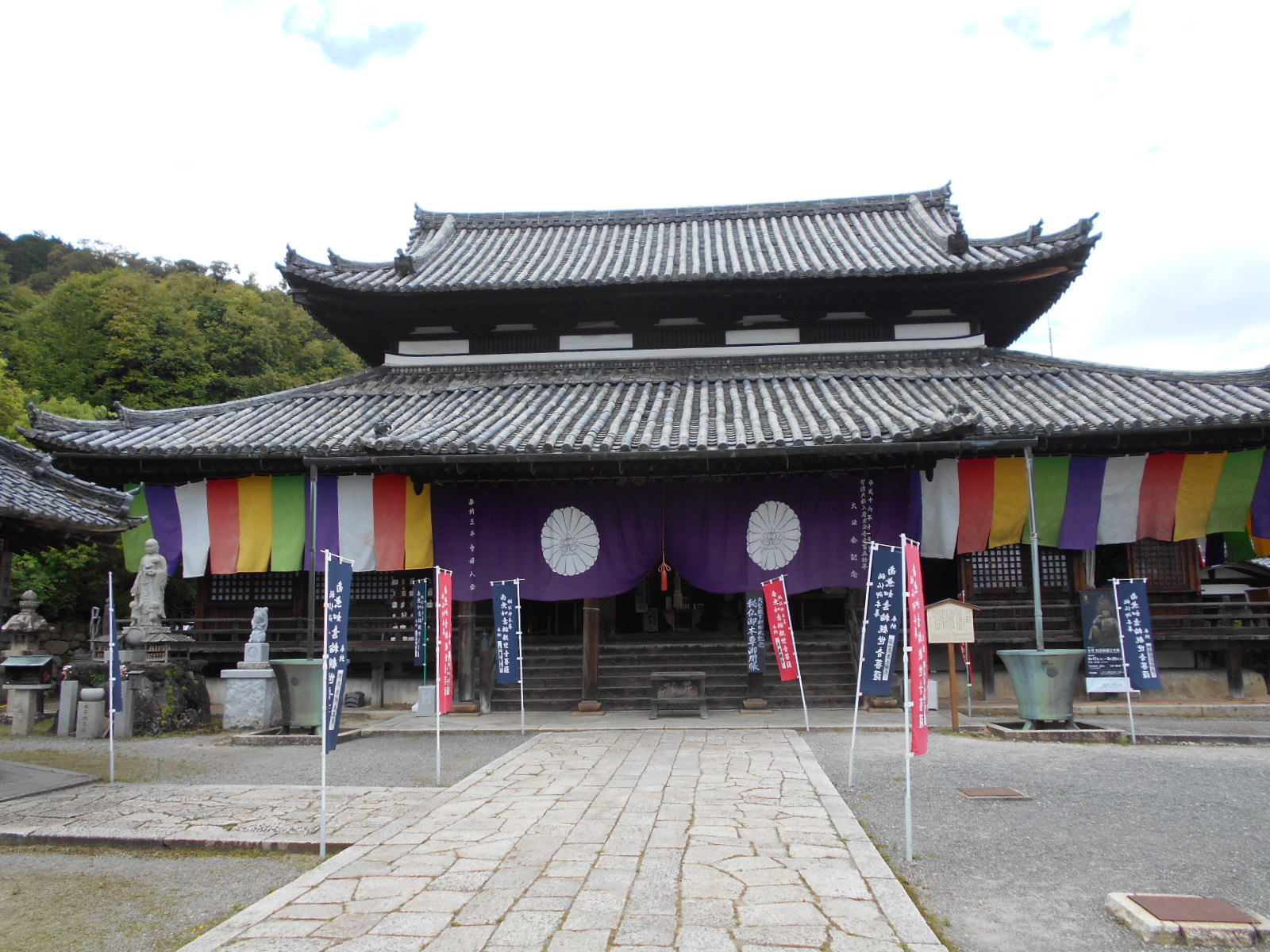
観音堂（重要文化財）
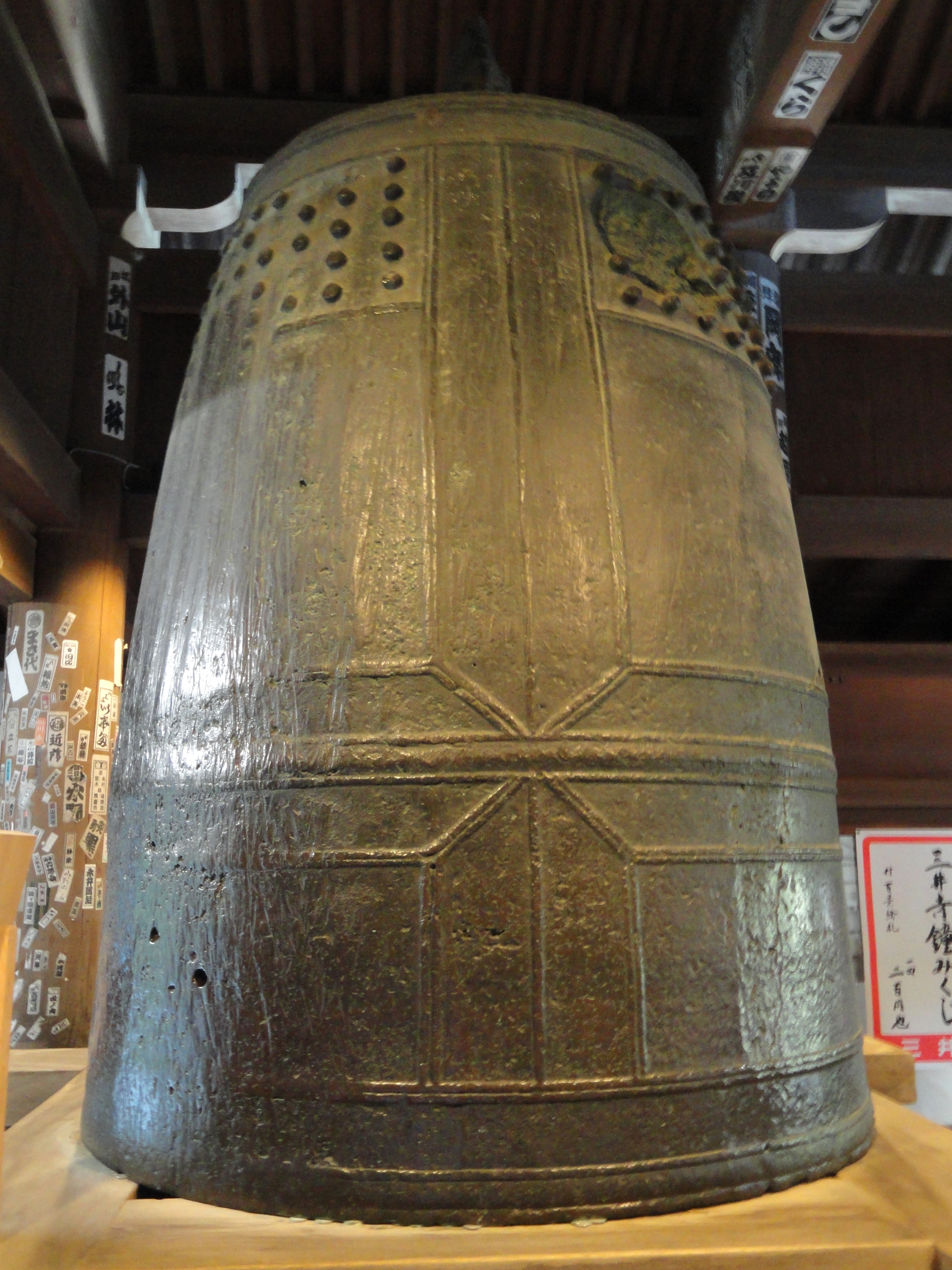
梵鐘（弁慶引摺鐘）（重要文化財）
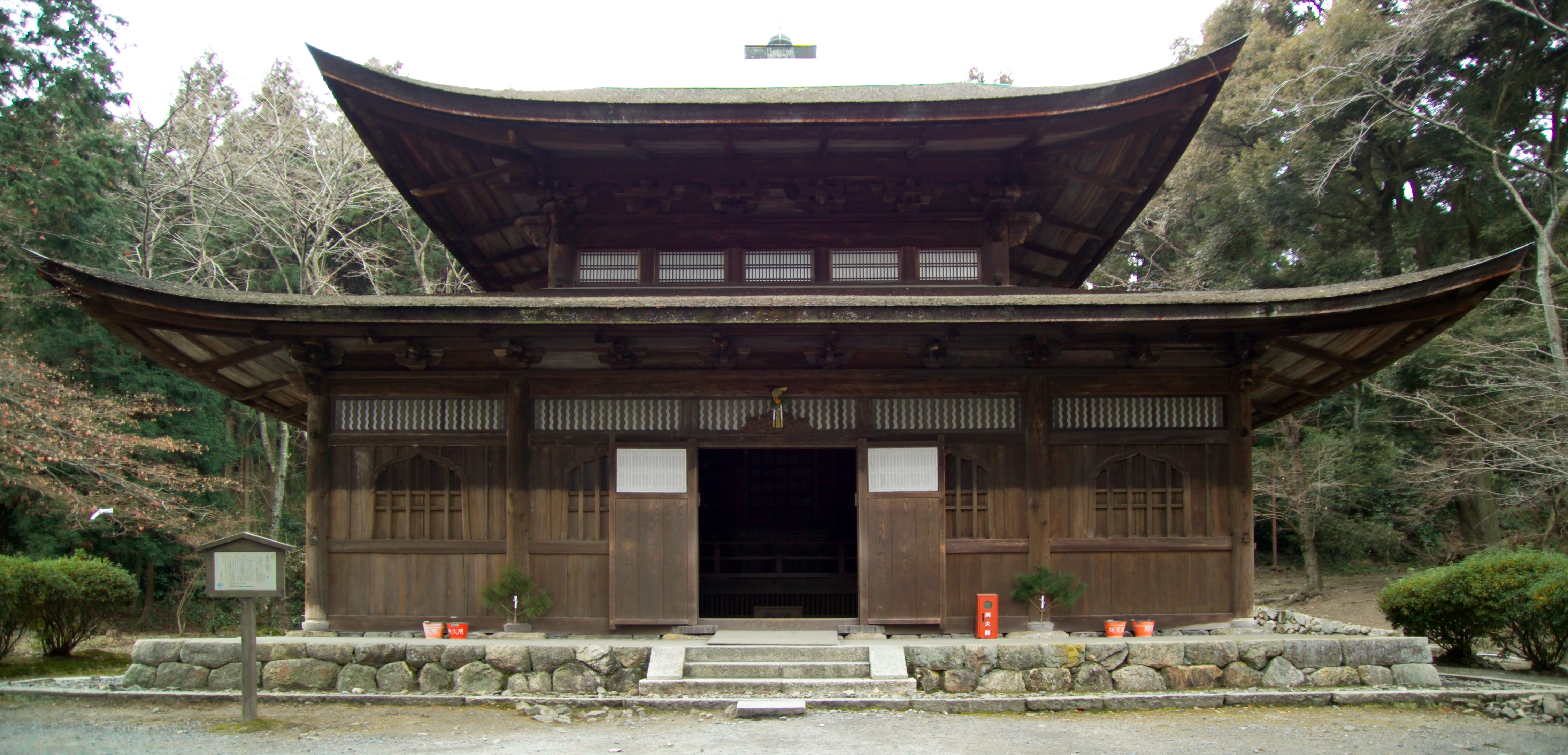
一切経蔵（重要文化財）
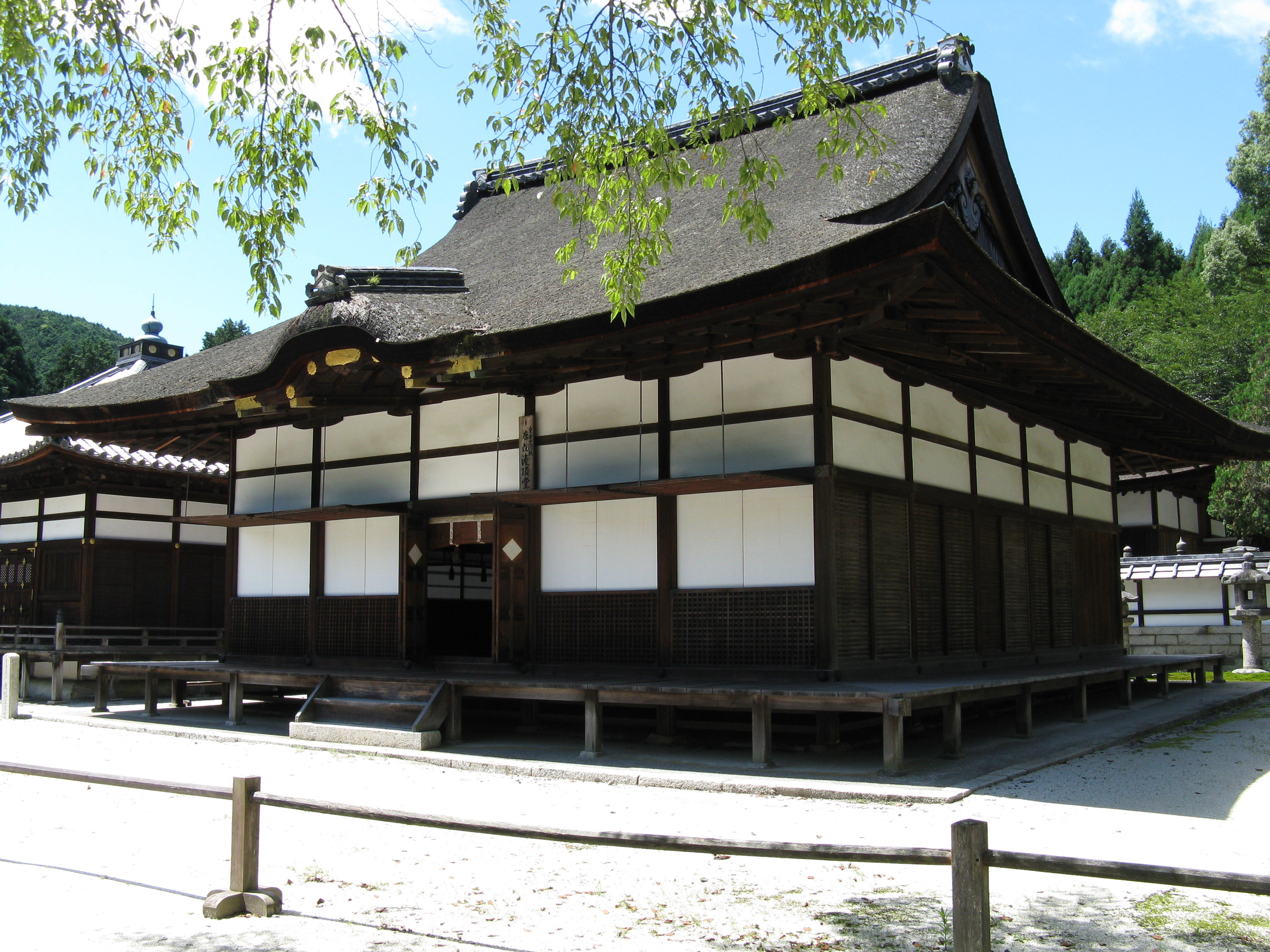
唐院灌頂堂（重要文化財）

### 五別所
園城寺には別所と呼ばれる有力な別院が5か寺存在した。
- 微妙寺 - 正暦5年（994年）、南院の現在の長等公園、大津大神宮の西南一帯に慶祚阿闍梨によって創建される。現在の本堂は安永5年（1776年）の再建であるが、1979年（昭和54年）に現在地の中院に移転する[20]。本尊は、元は尾蔵寺の本尊で、天智天皇の念持仏と伝えられている十一面観音（重要文化財）である。この本尊は参拝者が沢山やってきて押し合うために参拝者の笠がよく破れたことから「笠ぬげの観音」と呼ばれる。現在は文化財収蔵庫に展示されている。湖国十一面観音菩薩霊場第1番札所。
- 水観寺 - 長久元年（1040年）、今はない大門（現・園城寺町交差点の西側、石垣のみ残る）の北東一帯に明尊大僧正によって創建される。現在の本堂は明暦元年（1655年）の再建であるが、1988年（昭和63年）に現在地に移転した[22]。当初は十一面観音を本尊としていたが、江戸時代からは薬師如来を本尊としている。西国薬師四十九霊場第48番札所。五別所本堂のうちで最古のものとして、滋賀県指定文化財に指定されている。
- 近松寺（ごんしょうじ） - 延喜4年（904年）、南院の現・長等公園東側の現在地に安然和尚によって創建される。現在の本堂は享保元年（1716年）の再建であり、本尊は千手観音[50]。近世では、元禄2年（1689年）頃に園城寺の傘下に入った音曲諸芸道の氏神を祀る関蝉丸神社を介して、全国を行脚し説教讃語諸勧進を渡世とする人々を支配した寺として知られ、近松門左衛門もこの寺で修業したといわれている。隣接する阿弥陀堂は嘉永3年（1850年）の建立で本尊は善光寺如来である。近江西国三十三観音霊場第4番札所。江州三十三観音第3番札所。びわ湖百八霊場第5番札所。山号は長等山、別名を「高観音」という[50]。
- 尾蔵寺 - 南院の現在の長等公園、三橋節子美術館の一帯に創建される。本尊は、現在微妙寺の本尊となっている十一面観音。現在は廃寺となっている。
- 常在寺 - 北院の新羅善神堂の西側一帯に創建される。本尊は釈迦如来。太平洋戦争中に廃寺となる。

### 如意寺
如意寺は園城寺の別院。園城寺の東側にある如意ヶ嶽（京都市左京区）周辺にあった寺院である。創建年代は不明であるが平安時代中期には存在しており、鹿ヶ谷から園城寺に通じる「如意越」を中心に大慈院などの子院が存在し、本堂や三重塔があり隆盛を誇っていた。しかし、応仁の乱に巻き込まれてしまい応仁2年（1468年）9月に焼失し、後に廃絶した。江戸時代初期に霊鑑寺の宗澄尼によって麓近くに小堂が再建されたが明治時代になると再び廃絶した。如意寺本堂に祀られていた千手観音像（重要文化財）は現存している。
戦国時代には付近に中尾城や如意ヶ嶽城が築城され、如意ヶ嶽の戦いや中尾城の戦いが行われている。現在、如意ヶ嶽にある雨神社は、かつての如意寺の鎮守社であった赤龍社である。

## 黄不動
国宝指定名称は「絹本著色不動明王像」。通称「黄不動」と呼ばれ、高野山明王院の「赤不動」、青蓮院の「青不動」と共に日本三不動の1つに数えられる、古来著名な画像である。「金色（こんじき）不動明王」とも呼ばれるこの像は、承和5年（838年）、比叡山で籠山修行中の円珍（当時25歳）の前に忽然と現れ、「自分は金色不動明王である。仏法の真髄を伝える汝（円珍）を守護するために現れた。」と告げたとされる。その後、この不動明王は、円珍が唐への航海の途上、海賊に襲われそうになった時に出現するなど、円珍の生涯の危機に際して現れたとされ、円珍の守護神的な性格をもっていたと思われる。
画面の大きさは178センチ×72センチ。平安時代初期、9世紀頃の制作と推定されているが、近年修復が行われ唐時代の作とする説も出ている。不動像は両眼をかっと見開き、上半身裸形、筋骨隆々とした姿に表される。背景を描かず、像は画面一杯に描かれる。像の足下には台座がなく、虚空を踏まえている。頭髪に弁髪を造らない点など、通常の不動明王像とは図像的にかなり異なるものである。
三井寺では宗祖ゆかりのこの像を厳重な秘仏としており、出版物への写真掲載を厳しく制限している。かつては伝法灌頂という密教の儀式を受けた者にのみ黄不動像の拝観が許されていたが、昭和時代以降、在家の一般信者も参加できる「結縁灌頂」という儀式が何度か実施され、その際に黄不動像拝観の機会が与えられた。20世紀後半以降、黄不動像が公開された機会は以下の通りである。
- 1954年（昭和29年） - 東京日本橋高島屋において結縁灌頂と記念秘宝展開催。
- 1973年（昭和48年） - 横浜高島屋において結縁灌頂と記念秘宝展開催。
- 1989年（平成元年）10月から1990年（平成2年）9月 - 東京国立博物館など4会場で「智証大師一千百年御遠忌記念三井寺秘宝展」開催。
- 1990年（平成2年） - 寺内で「智証大師一千百年御遠忌大法会」が行われ、11月6日から11月12日の7日間、結縁灌頂受者に限り黄不動像拝観が許可された。
- 1995年（平成7年）5月 - 奈良国立博物館開館百年記念「日本仏教美術名宝展」に黄不動像を1週間だけ展示。なお、特別展図録には黄不動像の写真は掲載されなかった。
- 2008年（平成20年）11月から2009年（平成21年）5月 - 智証大師帰朝1150年記念「国宝三井寺展」（大阪市立美術館、サントリー美術館、福岡市博物館を巡回）に出展。
- 2010年（平成22年）10月9日から10月31日 - 「大津市歴史博物館開館二〇周年記念 大津国宝への旅」に出展。

## 文化財

### 三井寺の秘仏
黄不動像（絹本著色不動明王像、国宝）をはじめ、三井寺の仏像には平素公開されない秘仏が多い。唐院大師堂の木造智証大師像2躯（中尊大師・御骨大師、ともに国宝）、唐院大師堂の木造黄不動立像（重要文化財）、新羅善神堂の木造新羅明神坐像（国宝）、観音堂の木造如意輪観音坐像（重要文化財）、護法善神堂の木造護法善神立像（重要文化財）などはいずれも秘仏である。これら秘仏は下記の行事等の機会に公開されたことがある。
- 「智証大師一千百年御遠忌記念三井寺秘宝展」（1989年10月から1990年9月まで東京国立博物館など4会場で開催）および「智証大師一千百年御遠忌大法会」（1990年10月から11月に寺内で開催） - 上記秘仏のすべてが公開。
- 「智証大師帰朝1150年記念国宝三井寺展」（2008年11月から2009年5月まで大阪市立美術館など3会場で開催） - 上記秘仏のすべてが公開。
- 「天台寺門宗宗祖智証大師生誕1200年慶讃大法会」（2014年10月から11月に寺内で開催） - 大師堂で智証大師像2躯と木造黄不動像、観音堂で如意輪観音像を開扉。
- 「ご即位記念 秘仏御開帳」（2020年3月から6月まで寺内で開催）- 徳仁の第126代天皇即位を記念して、観音堂で如意輪観音像を開扉。

なお、金堂本尊の弥勒菩薩像（弥勒如来とも）は、天智天皇の念持仏と伝え、唐からの請来像ともいうが、公開されたことがなく、写真も存在しないため、いかなる像であるかは不明である。

### 国宝
- 金堂 附：厨子 1基
- 新羅善神堂 附：須弥壇及び厨子 1具
- 勧学院客殿
- 光浄院客殿
- 絹本著色不動明王像（黄不動）（既述）

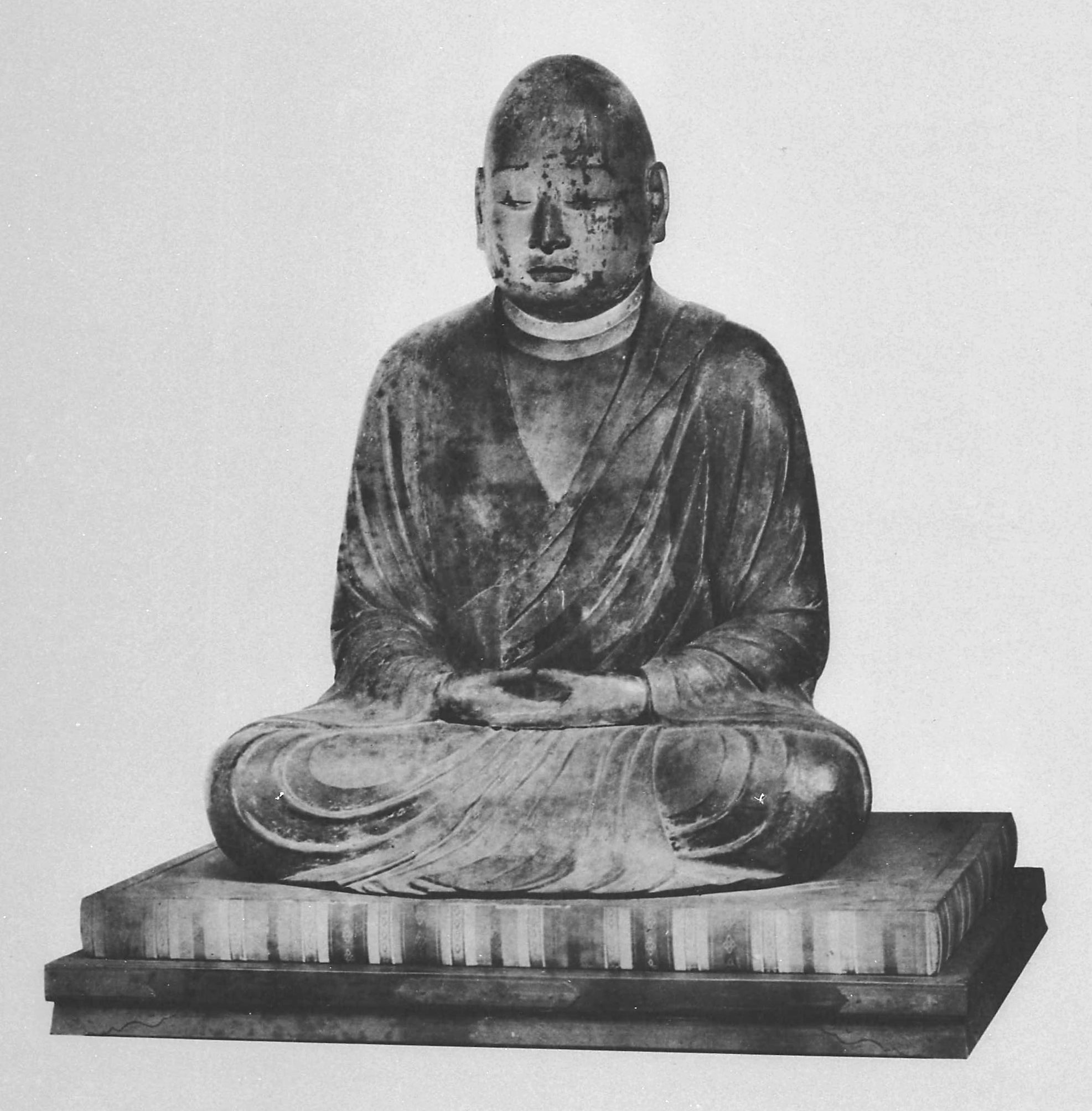
智証大師像（中尊大師）。平安時代の作。

- 木造智証大師坐像（中尊大師） - 唐院大師堂の中央の厨子に安置。秘仏で、毎年10月29日の円珍の命日にのみ開扉される。卵形の頭の形と細い眼が特徴の独特の風貌は、各地に残る円珍の肖像に共通のものである。この像はもと比叡山内の山王院（千手院）にあったといわれ、円仁（慈覚大師）門徒と円珍門徒の抗争激化のため、円珍門徒が比叡山を下りた正暦4年（993年）に園城寺に移されたものといわれている。ただし、作風的には10世紀後半頃のものと見られ、正暦4年頃に園城寺で新たに造像されたとの見方もある。「三井寺の秘仏」の節で紹介した行事等で公開されたほか、1986年（昭和61年）に開催された「開創千二百年記念比叡山と天台の美術」展でも公開されたことがある。
- 木造智証大師坐像（御骨大師） - 唐院大師堂内、中尊大師像の向かって左の厨子内に安置する。秘仏で、特別な行事の時以外、開扉はされない。荼毘に付した円珍の遺骨を納めるところから「御骨大師」と呼ばれて寺内で尊崇され、出版物への写真掲載は制限されている。中尊大師像より古く、9世紀末、円珍没後まもない頃の作と思われる。

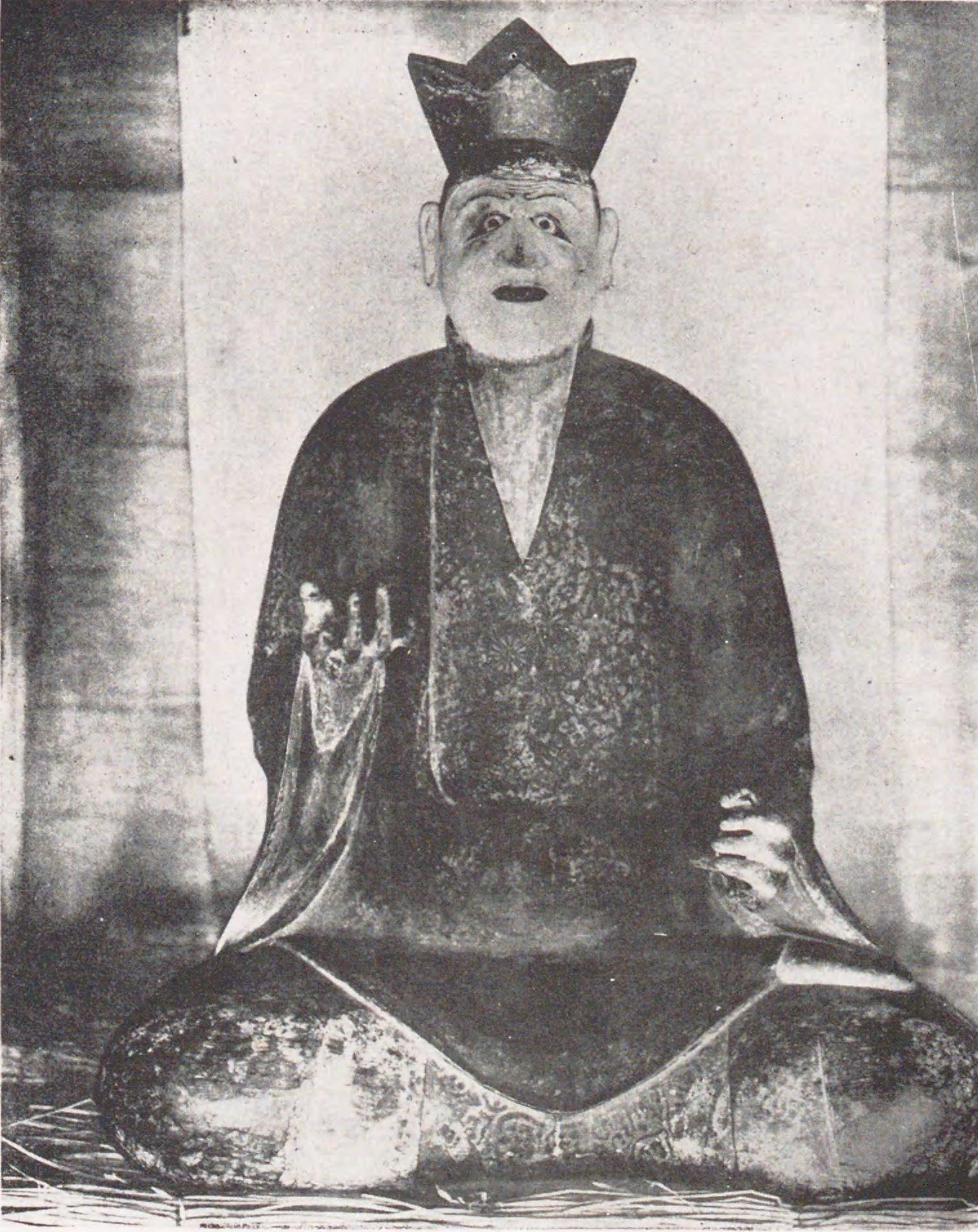
木造新羅明神坐像（国宝、園城寺所蔵）

- 木造新羅明神坐像 - 新羅善神堂に安置。非公開。円珍が日本へ帰国する際、船中に現れた神とされる。長いあごひげを蓄え、目尻の下がった異様な相貌、異様に細く長い指など極めて特殊な像容を示し、日本彫刻史の中でも異彩を放っている。平安時代後期、11世紀頃の制作と推定される。「三井寺の秘仏」の節で紹介した展覧会で公開されたほか、1986年（昭和61年）に開催された「開創千二百年記念比叡山と天台の美術」展でも公開されたことがある。
- 五部心観2巻 - 両界曼荼羅のうち、金剛界曼荼羅の諸尊を表した白描（はくびょう）図像の巻物である（白描とは、陰影や肥痩のない、均質な墨の線だけで表した絵画のこと）。2巻のうち1巻は完本で唐時代に制作され、円珍が師の法全（はっせん）から授かったもの。もう1巻の残欠本は11世紀平安時代に日本で写されたものである。ただ、最近では残欠本の方を請来本とする意見もある。
- 智証大師関係文書典籍 - 円珍に関わる資料46種が一括して国宝に指定されている。主なものとしては、円珍の系図、唐への渡航関係文書、円珍自筆本、唐から請来した経典などがある。京都国立博物館・奈良国立博物館に寄託（文書典籍の明細は別記）。

### 重要文化財
（建造物）
- 園城寺閼伽井屋
- 園城寺一切経蔵（経堂）
- 園城寺食堂（釈迦堂）
- 園城寺鐘楼
- 園城寺大門（仁王門）
- 園城寺唐院 4棟
  - 大師堂
  - 唐門
  - 灌頂堂
  - 四脚門
- 園城寺塔婆（三重塔）
- 園城寺毘沙門堂
- 園城寺 5棟 - 2024年（令和6年）8月15日指定[59][60]。
  - 観音堂
  - 札所鐘楼
  - 百体堂
  - 観月舞台
  - 絵馬堂

（彫刻）
- 木造如意輪観音坐像（観音堂安置） - 木造漆箔。10世紀末頃の作。西国三十三所観音霊場14番札所の観音堂の本尊である。秘仏で、開扉は33年に1度と天皇即位の翌年とされている。
- 木造愛染明王坐像（観音堂安置）
- 木造護法善神立像（護法善神堂安置）
- 木造黄不動尊立像（唐院安置） - 木像彩色、玉眼。唐院大師堂の向かって右の厨子に安置される。秘仏で、特別な行事の時以外、開扉はされない。原本である黄不動の画像をもとに、鎌倉時代に彫像として慶派の中心仏師によって造られた像と見られる。
- 木造吉祥天立像 - 琵琶湖文化館寄託。
- 木造十一面観音立像
- 木造千手観音立像 - 旧如意寺本尊。奈良国立博物館寄託。
- 木造智証大師坐像 - 琵琶湖文化館寄託。
- 木造不動明王坐像 - 長和3年（1014年）、盛忠作銘。奈良国立博物館寄託。
- 木造訶梨帝母倚像

（絵画）
- 絹本著色新羅明神像
- 絹本著色天台大師像 2幅 - 大阪市立美術館寄託。
- 絹本著色不動明王像 - 大阪市立美術館寄託。
- 絹本著色不動明王二童子像 - 琵琶湖文化館寄託。
- 絹本著色不動明王八大童子像
- 絹本著色釈迦十六善神像 - 琵琶湖文化館寄託。
- 絹本著色涅槃像 - 大阪市立美術館寄託。
- 絹本著色尊星王像 - 大阪市立美術館寄託。
- 絹本著色多聞天像
- 絹本著色閻魔天像
- 絹本著色水天像 - 大阪市立美術館寄託。
- 絹本著色黄金剛童子像
- 絹本著色両界曼荼羅図 2幅 - 琵琶湖文化館寄託。
- 絹本著色尊勝曼荼羅図 - 琵琶湖文化館寄託。
- 絹本著色八大仏頂曼荼羅図
- 光浄院客殿障壁画 25面 紙本金地著色松に滝図（床間貼付1）、紙本金地著色菊花図（上段床間1、同障子腰4）、紙本墨画列仙図（襖4、帳台構3）（以上広間）、紙本著色花鳥図（襖12）（次の間）附：著色杉戸絵4面（唐獅子図2、松梅図2）
- 勧学院客殿障壁画 15面 金地著色滝図（床間壁3）、梅、檜及花卉図（襖4）、桜、杉及花卉図4面（襖4）、檜及花卉図（戸襖4）（一の間）
- 勧学院客殿障壁画 24面 紙本著色松に山鳥、鴨、鴛鴦図及竹に雀図（襖16）、竹に雀及芦に鷺図（戸襖8）（二の間）

（工芸品）
- 金銅孔雀文磬 - 琵琶湖文化館寄託。
- 銅鐘 大平年間（遼）銘 - 琵琶湖文化館寄託。
- 梵鐘（弁慶の引き摺り鐘） - 金堂近くの霊鐘堂に所在。「三井の晩鐘」の鐘とは別のものである。無銘だが、奈良時代に遡る日本でも有数の古鐘である。総高199.0センチメートル。伝承では、俵藤太こと藤原秀郷がムカデ退治のお礼に琵琶湖の竜神から授かった鐘だといわれ、その後比叡山と園城寺の争いに際して、弁慶が奪って比叡山に引き摺り上げたが、鐘が「イノー」（「帰りたいよう」の意）と鳴ったので、弁慶が怒って谷底へ捨てたという。現状、鐘の表面に見られる擦り傷やひびはその時のものと称する。歴史的には、この鐘は文永元年（1264年）の比叡山による園城寺焼き討ちの際に強奪され、後に返還されたというのが史実のようである。
- 梵鐘（朝鮮鐘） - 高麗時代の太平12年（1032年）の作。総高77.2センチメートル。

（書跡、歴史資料）
- 大蔵経（文和三年正月廿三日足利尊氏願経） 592帖 - 奈良国立博物館寄託。
- 紙本著色園城寺境内古図 5幅
- 園城寺尺 2枚 - 琵琶湖文化館寄託。
  - 唐院預竹計 応永三十一年四月十九日香実房領納（附 包紙（長禄二年四月二十七日授与記））
  - 唐院預尺 応永三十三年三月十五日写
- 元版一切経 2892帖

典拠：2000年（平成12年）までの指定物件については、『国宝・重要文化財大全 別巻』所有者別総合目録・名称総索引・統計資料（毎日新聞社、2000年）による。

### 国の名勝・史跡
- 光浄院庭園
- 善法院庭園（現在は埋没している）

### 重要美術品
- 勧学院石造宝塔
- 石室（伝慶祚阿闍梨入定窟）
- 護法社石造橋 - 大津市指定有形文化財でもある。

### 滋賀県指定有形文化財
- 唐院長日護摩堂
- 水観寺本堂
- 木造金剛力士立像 2躯
- 絹本著色智証大師像 - 琵琶湖文化館寄託。
- 梵鐘 - 三井の晩鐘で有名な鐘。
- 鰐口（水観寺所有） - 琵琶湖文化館寄託。

### 大津市指定有形文化財
- 園城寺護法社 6棟、1基
  - 護法善神堂 附：棟札 3枚
  - 唐門
  - 表門
  - 石造橋 - 重要美術品でもある。
  - 本地堂 附：棟札 1枚
  - 預坊表門
  - 門番所
- 札所伽藍 3棟　
  - 絵馬堂
  - 手水舎
  - 地蔵堂
- 近松寺本堂 附：阿弥陀堂・渡廊下
- 銅造孔雀文磬 2面
- 園城寺境内出土瓦 4点
- 銅造千手観音菩薩立像（近松寺安置）
- 紙本墨画山水図 襖絵10面 円山応挙筆（法明院所有）
- 紙本墨画幽居図 襖絵8面 池大雅筆（法明院所有）

### 大津市指定天然記念物
- 天狗杉

### その他
- 算額 文政11年4月 - 堀池主計義竜他5名奉納 観音堂内に掲額。
- 石碑「籠手田安定頌徳碑」 - 1902年（明治35年）建立。
- 大津市歴史博物館が寺所蔵の地蔵菩薩坐像（室町時代前期）をエックス線で調査したところ、頭内部に納入品が包まれた紙が収められていると発表した。足利尊氏または足利義詮の遺髪ではないかと推測されている[61]。
- 東京国立博物館所蔵の智証大師諡号勅書と円珍関係文書は、江戸時代までは智証大師関係文書典籍とともに園城寺に伝わっていたが、明治維新前後に寺から離れて北白川宮の所有に移り、第二次世界大戦後に国有財産化した（後にいずれも国宝に指定）。

## 前後の札所
西国三十三所
13 石山寺　-　14 園城寺　-　番外 元慶寺
西国薬師四十九霊場
47 善水寺　-　48 園城寺別所水観寺　-　49 延暦寺
近江西国三十三観音霊場
3 石山寺　-　4 園城寺別所近松寺　-　5 園城寺　-　6 生源寺
江州三十三観音
2 泉水寺（廃寺）　-　3 園城寺別所近松寺　-　4 園城寺　-　5 生源寺
湖国十一面観音菩薩霊場
1 園城寺別所微妙寺　-　2 盛安寺
びわ湖百八霊場
5 園城寺別所近松寺　-　6 園城寺　-　7 盛安寺
神仏霊場巡拝の道
146 石山寺　-　147 園城寺　-　148 西教寺

## 所在地
- 滋賀県大津市園城寺町246

## アクセス
- 京阪石山坂本線 三井寺駅より徒歩約10分。
- 京阪石山坂本線 大津市役所前駅より徒歩約12分。
- JR東海道本線（琵琶湖線） 大津駅より京阪バス三井寺バス停下車すぐ。
- JR湖西線 大津京駅より京阪バス三井寺バス停下車すぐ。

## 周辺
- 三尾神社（隣接）
- 長等神社（隣接）
- 三橋節子美術館
- 大津港
- 皇子山陸上競技場
- 近江神宮
- 藤尾神社